# Zamek Książęcy w Oleśnicy
Zamek Książęcy w Oleśnicy, znany jako Zamek Książąt Oleśnickich, Zamek w Oleśnicy (niem. Kronprinzliches Schloss, Piastenschloss zu Oels) – zamek w Oleśnicy z XIII w., wpisany do rejestru zabytków nieruchomych województwa dolnośląskiego.
Zabytkowa renesansowa budowla wzniesiona w miejscu gotyckiej warowni z XIII w. Siedziba książąt oleśnickich do XIX w.
Gród obronny Piastów Oleśnickich wzmiankowany był pierwszy raz 1239 roku, natomiast pierwszy zapis o zamku pochodzi z 1292 roku. Budowę zainicjował prawdopodobnie Konrad I oleśnicki, ale okres świetności zamku przypada na potomków czeskiego króla Jerzego z Podiebradów, którzy objęli w posiadanie księstwo oleśnickie po wygaśnięciu miejscowej linii Piastów. Pierwszym z właścicieli był Henryk I Starszy z Podiebradów, a po jego śmierci jego synowie: Albrecht, Jerzy I i Karol I. Syn ostatniego – Jan z Podiebradów, rozpoczął wielką przebudowę zamku i zbudował tak zwany zamek przedni, zwany również Pałacem Wdów. Karol II Podiebradowicz nadał zamkowi dzisiejszą bryłę. Zbudował skrzydło wschodnie, renesansowe krużganki, a także skrzydło południowe. Kolejne rozbudowy i przebudowy uczyniły z niego renesansową rezydencję. Po wygaśnięciu linii Podiebradów księstwo oleśnickie przejęli Wirtembergowie będący właścicielami zamku do 1792 roku, a następnie Welfowie do 1884 roku. Pod koniec XIX wieku zamek stał się lennem tronowym Hohenzollernów, którzy przeprowadzili gruntowną renowację zamku, będącego letnią rezydencją rodziny do 1945 roku.
Po II wojnie światowej w ocalałych budynkach przetrzymywano węgierskich i włoskich jeńców wojennych. Później miał tam siedzibę oddział radzieckiego Międzynarodowego Czerwonego Krzyża, a następnie Technikum Budowlane. W latach 1970–1990 w zamku znajdował się oddział terenowy Muzeum Archeologicznego we Wrocławiu. Od 1975 roku do 1993 roku w zamku funkcjonowała Centralna Szkoła Instruktorów Związku Harcerstwa Polskiego. W 1993 roku zamek stał się własnością Komendy Głównej Ochotniczych Hufców Pracy.
Zamek jest częścią Europejskiego Szlaku Zamków i Pałaców.

## Historia

### Okres piastowski
Pierwsze wzmianki na temat grodu w Oleśnicy pochodzą z 1239 roku, kiedy książę Henryk II Pobożny podejmował w Oleśnicy Stefana ze Skalic wraz z wysłannikiem opata klasztoru Cystersów w Henrykowie Piotra, którzy chcieli poprosić księcia o dokument potwierdzający nadanie klasztorowi części wsi Skalice. Wobec tego gród ten musiał istnieć już wcześniej, ponieważ okoliczne wsie pełniły wobec niego rolę służebną, a Oleśnica była siedzibą kasztelanów. Gród ten ulokowano na wzniesieniu pomiędzy rozlewiskami rzeki i bagnami. Miał być on otoczony palisada, wałem ziemno-drewnianym i fosą .
Natomiast informacja na temat murowanego zamku pochodzi z 1292 roku, kiedy książę Henryk V Brzuchaty rozstrzygał spór pomiędzy kanonikami regularnymi św. Augustyna a rycerzem Jakubem z Rakowa dotyczący praw do karczmy w Rakowie. W 1296 roku Henryk V zmarł, a władzę siłą przejął Henryk III głogowski. Oleśnica stała się grodem granicznym księstwa głogowskiego. Po śmierci Henryka III w 1309 roku księstwo głogowskie zostało podzielone pomiędzy pięciu synów. Część obejmująca Milicz, Trzebnicę, Namysłów i Oleśnicę przypadł Konradowi i Bolesławowi. Między 1312 rokiem a 1313 rokiem Oleśnica stała się własnością Bolesława. Ten okres przyjmuje się za początek księstwa oleśnickiego. Po śmierci Bolesława władzę w Oleśnicy objął Konrad (potem jako Konrad I oleśnicki). Murowany gotycki zamek, na planie nieregularnego czworokąta, powstał najprawdopodobniej w latach 30. XIV wieku, po 1323 roku, właśnie z inicjatywy księcia Konrada I oleśnickiego. Zamek powstały za czasów Konrada I składał się z wysokiej na około 20 metrów okrągłej, prostokątnego budynku mieszkalnego w południowo-wschodnim narożniku o wymiarach 45 m × 14 m i grubości murów ok. 2,5 m. Z racji na swoje wymiary był to jeden z największych budynków na Śląsku w tamtym czasie. Zamek miał dwie kondygnacje i posiadał podpiwniczenie. Reszta zabudowań była prawdopodobnie drewniana. Murowane zabudowania zamkowe połączone były murem z bramą i mostem zwodzonym. Zamek posiadał także wolnostojącą kaplicę. W XIV wieku obwarowania miejskie zostały zastąpione murami z bramami miejskimi, z których przetrwała jedynie Brama Wrocławska. W latach 1343–1345 Konrad I zaangażował się w walki z królem Kazimierzem Wielkim, którego wojska w ramach odwetu za pomoc królowi czeskiemu Janowi Luksemburskiemu najechały Oleśnicę i zajęły zamek w 1345 roku.
W okresie wojen husyckich Piastowie oleśniccy opowiedzieli się po stronie stronnictwa katolickiego. W związku z tym w 1432 roku jedna z wypraw Prokopa Wielkiego dotknęła Oleśnicę. Husyci zdobyli miasto, częściowo je niszcząc i grabiąc. Wówczas to zamek miał doznać niewielkich zniszczeń lub miał zostać częściowo spalony. Po zniszczeniach dokonanych podczas ataku husytów zamek został rozbudowany. Nadbudowano skrzydło mieszkalne i umieszczono przy nim przypory. Zwiększono obszar przedzamcza, umożliwiając rozbudowę zabudowań gospodarskich. Z tego okresu na zamku zachowała się figura tarczownika trzymającego herby księstw oleśnickiego i wrocławskiego oraz herb Piastów oleśnickich.

### Zamek pod władaniem Podiebradów
Po śmierci ostatniego Piasta oleśnickiego Konrada X Białego księstwo oleśnickie nie posiadało władcy do 1495 roku. Wówczas to król Władysław II Jegiellończyk, w którego władaniu znalazła się Oleśnica po śmierci Konrada X, na nowego księcia wyznaczył Henryka I Starszego, księstwo przeszło w ręce Podiebradów. W 1542 roku doszło do rozpoczęcia przebudowy zamku, która miała trwać aż 20 lat. Wynikało to z faktu, iż w 1536 roku Jan z Podiebradów ożenił się z Krystyną Szydłowiecką, która wniosła do małżeństwa duży posag (⅓ dochodów z Opatowa i Szydłowca) umożliwiający podjęcie szerokich prac budowlanych Janowi .
Rozbudowa została podzielona na dwie fazy. Podczas pierwszej skupiono się na gotyckiej części mieszkalnej. Jej wnętrzom i części zewnętrznej nadano renesansowy charakter. Budowlę podzielono na cztery pierzeje, a każda z nich została przykryta dwuspadowym dachem. Zmieniono również wykończenie okien z ostrołukowych gotyckich na kamienne, prostokątne. Fragmenty wykończeń gotyckich pozostały w zamurowanych oknach w części północno-zachodniej . Pracami nad projektem kierował Jakub Parr, który przybył do Oleśnicy z Włoch i współpracował z kamieniarzami z Brzegu. Wzmocnieniu uległy także obwarowania zamkowe. Przebudowę upamiętniać mają popiersia Jana i jego żony Krystyny Szydłowieckiej, wsparte na rodowych herbach.

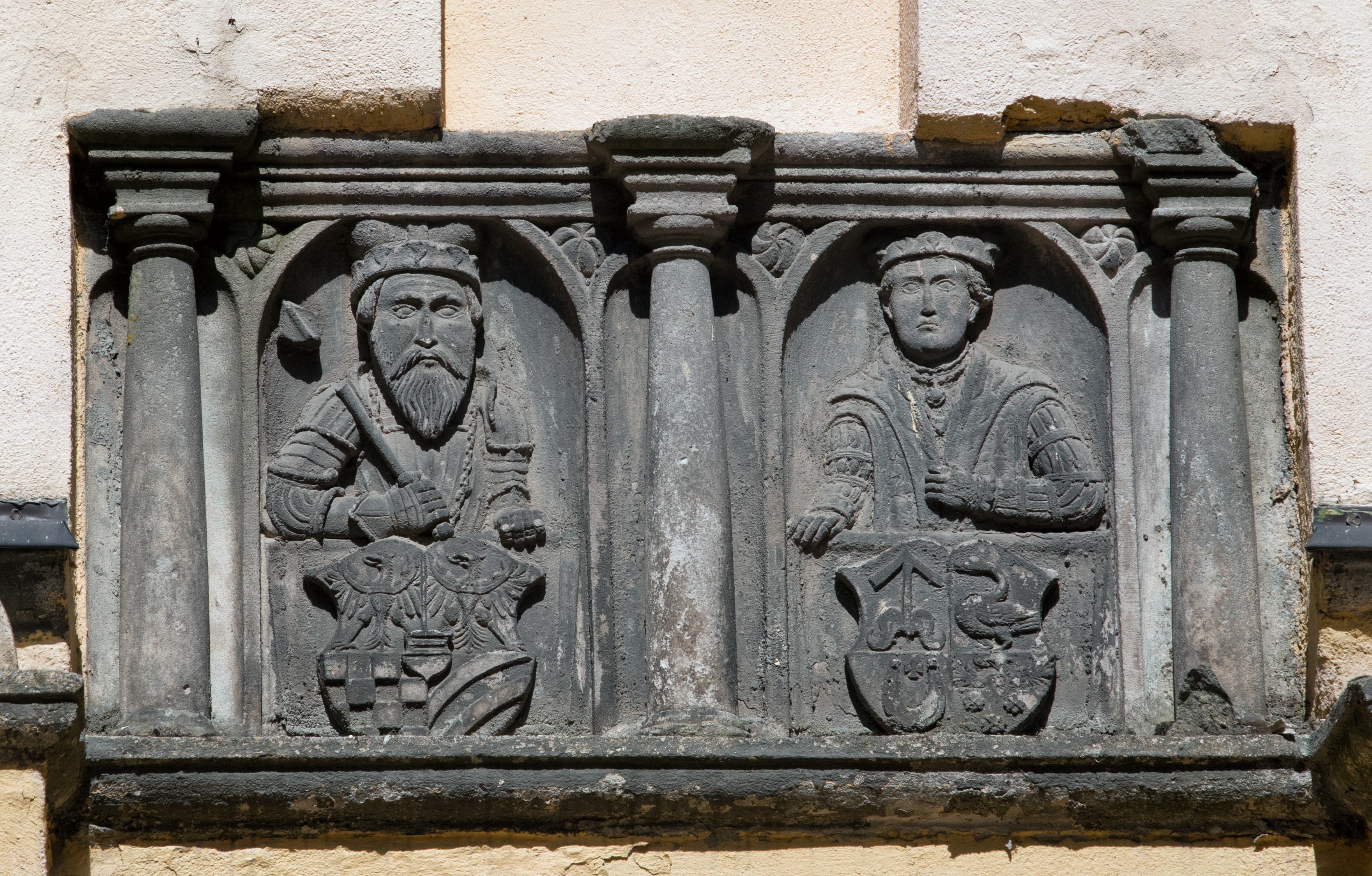
Popiersia Jana i Krystyny z okresu przebudowy zamku

W 1559 roku rozpoczęto drugi etap przebudowy zamku, aby nadać mu reprezentatywny charakter. Tym razem nad pracami czuwali Franciszek Parr i Kaspar Cuneo. W wyniku prac w części północno-wschodniej wybudowano nowe renesansowe skrzydło będące pałacem, siedzibą księcia Jana. Prostokątny budynek zwieńczony dwuspadowym dachem posiadał cztery piętra. Jedno lub dwa miały stanowić miejsce zamieszkania dla książęcych wdów, przez co budynek zyskał później nazwę własną - Pałac Wdów. Pałac był też przeznaczony na potrzeby gości. Jego budowa wymusiła zmianę biegu fosy zamkowej, którą przesunięto bardziej na północ. Na dole pałacu wykonano przejazd z rzeźbą księcia nad bramą i herbami po obu jego stronach. Książę Jan nakazał także podwyższyć wieżę. W wyniku prac nadbudowana część przybrała kształt ośmiokąta z obiegająca ją galerią widokową, kamienną balustradą z wieńczącymi ją figurami lwów z tarczami herbowymi.

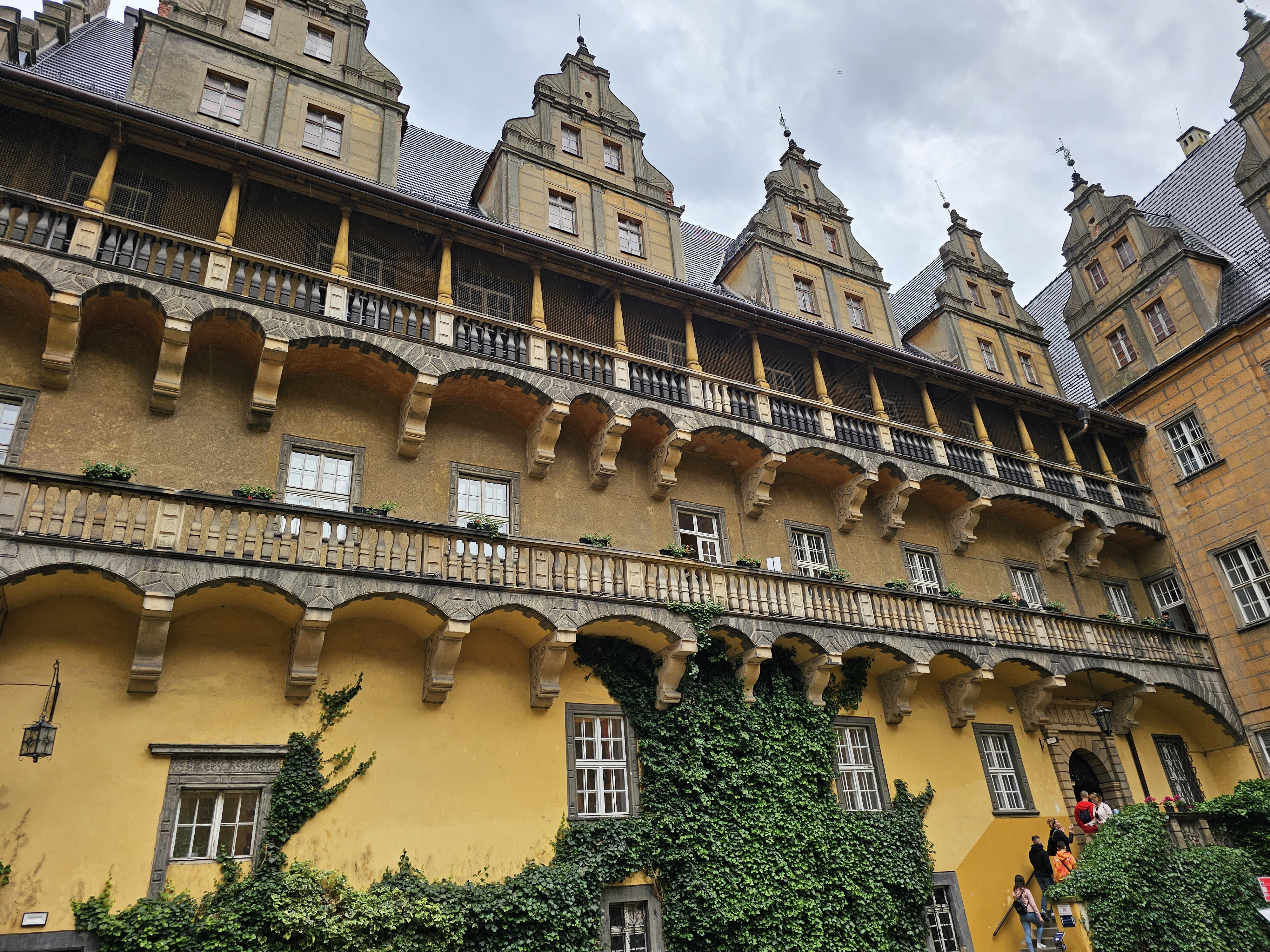
Widok na krużganki wewnątrz zamku na ścianie wschodniej

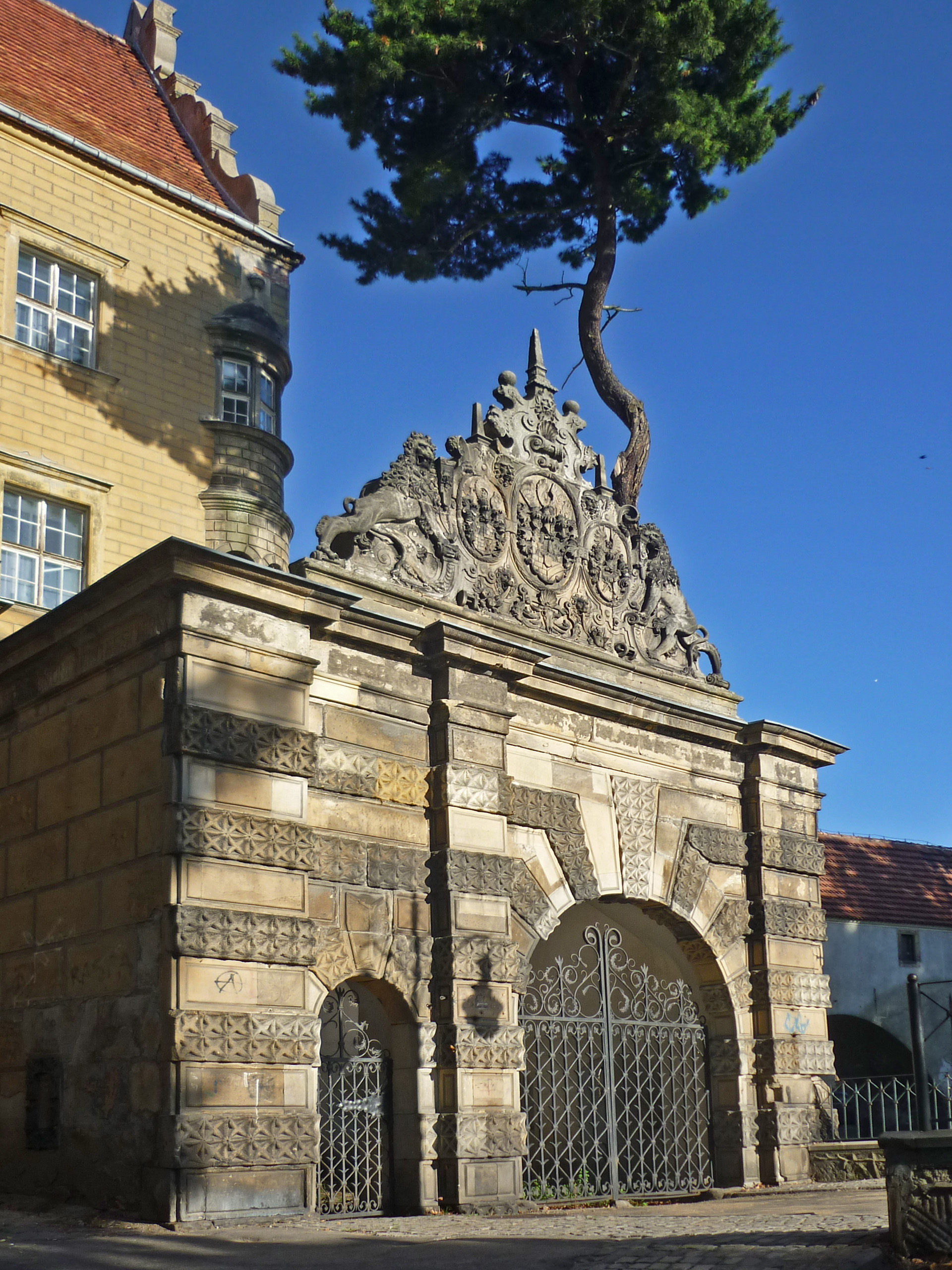
Przedbramie Pałacu Wdów

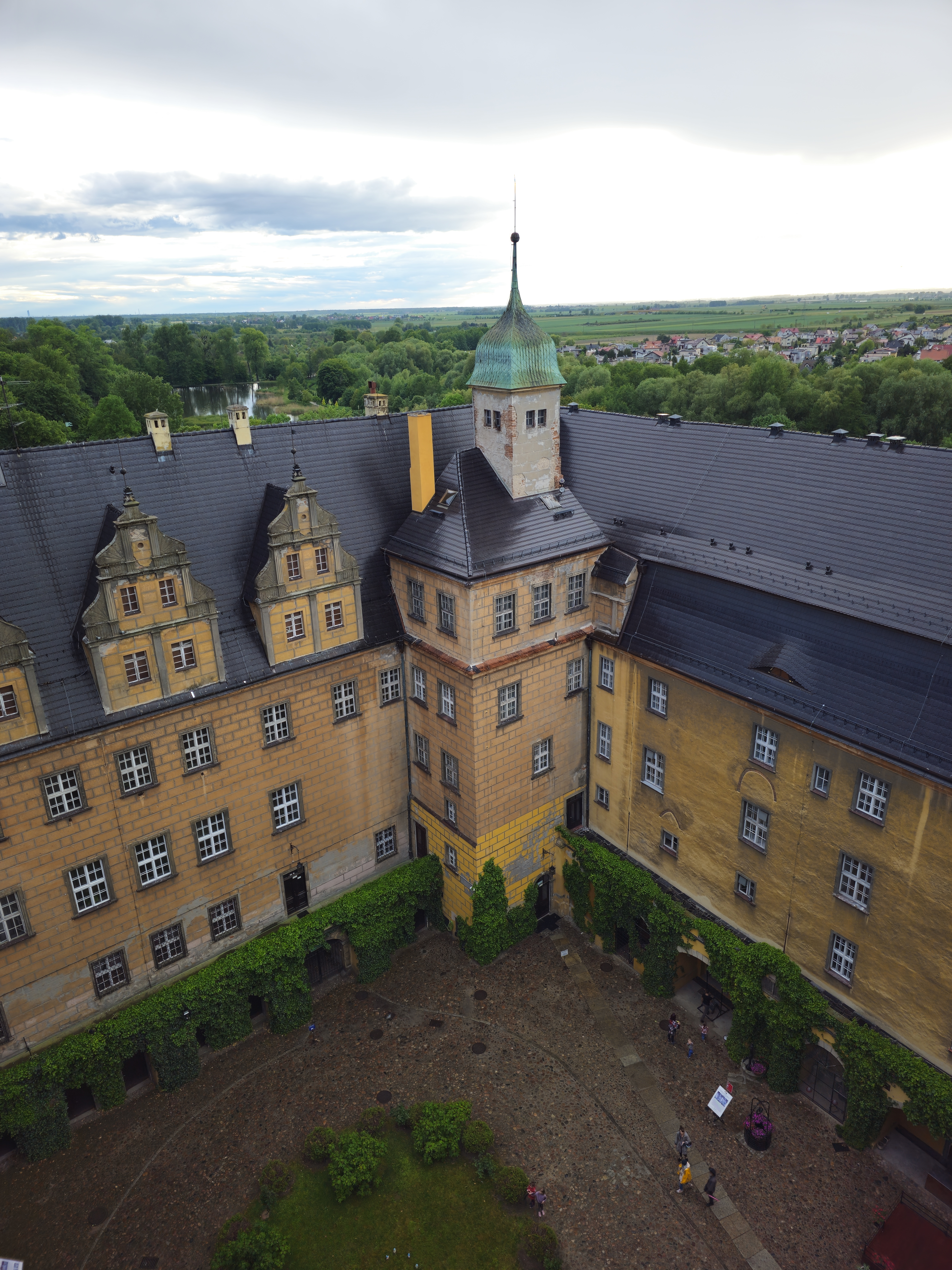
Zewnętrzna klatka schodowa w południowo-zachodnim narożniku dziedzińca

W 1587 roku samodzielne rządy w Oleśnicy rozpoczął Karol II Podiebradowicz. Jednak kolejne prace budowlane rozpoczęto dwa lata wcześniej, zanim został samodzielnym księciem. Do prac zaangażowano architekta z Lugano Bernarda Niurona . Na początku wzniesiono wschodnie skrzydło zamku, wykorzystując zamkowy mur jako jego ścianę wewnętrzną. Znalazły się tu stajnie książęce, kancelarie, sale reprezentacyjne i mieszkalne. W tej części zamku zamieszkał później książę wraz z rodziną. Prace nad nią zakończono w 1586 roku, co potwierdzał napis na sgraffitowych zdobieniach. Z elementu tego wykończenia zachowała się do dzisiaj scena pojedynku. Na tej samej ścianie zachowało się sgraffito z klucznikiem. W latach 1585–1600  lub 1589–1600 na wewnętrznej stronie tego skrzydła zamku wykonano, przy udziale kamieniarza Adama Hoffmanna, dwa poziomy krużganków. W 1603 roku do Pałacu Wdów dobudowano przedbramie. Jego projekt wykonał wrocławski fortyfikator Hans Schneider von Lindau, a zdobienia i rzeźby Gerhard Hendrik. Dalsze prace podjęto w latach 1606–1608 pod kierunkiem Jana Lucasa  lub Hansa Lucasa. W ich ramach wybudowano skrzydło południowe zamku, którego wznoszenie ograniczone było istniejącymi już w tym miejscu murami gotyckimi. Przez to skrzydło zwęża się ku zachodowi. Wzniesiono także zewnętrzną klatkę schodową, która połączyła skrzydło południowe ze wschodnim. Od strony dziedzińca wybudowano zewnętrzną klatkę schodową w formie wieży, która połączyła południowe i zachodnie skrzydła. W ostatnim etapie prac, prawdopodobnie w latach 1616–1618, zmodernizowano Pałac Wdów, ponieważ w nim zamieszkiwał książę z rodziną. Zbudowano nową klatkę schodową, która wymusiła zmianę wielkości bramy wjazdowej na dziedziniec. Dla pary książęcej wzniesiono również łącznik pomiędzy pałacem a kościołem św. Jana Apostoła. Ostatecznie fasady zamku ozdobiono sgraffitowymi zdobieniami, renesansowymi portalami, a wnętrza stropami .
Za panowania Karola II powstał park zamkowy (tzw. bażantarnia) z ptaszarnią, szklarnią i pawilonem letnim.
W 1603 roku rozpoczęto także prace na rzecz fortyfikacji zamku i miasta. Od strony południowej zaczęto usypywać dwa bastiony ziemne. Powstały także bastiony zachodni i północny. Istnienie ich potwierdziły prace wykopaliskowe przeprowadzone w 2009 roku. Potwierdzają to także ryciny i medale z epoki. Ich wartość obronna oceniona została jednak za wątpliwą. W trakcie wojny trzydziestoletniej Oleśnica była kilkukrotnie zdobywana, plądrowana i niszczona w latach: 1634 (aż czterokrotnie), 1640, 1643 i 1648.

### Okres Wirtembergów
W 1647 roku zmarł Karol Fryderyk. Przed śmiercią sporządził testament, na mocy którego władzę w księstwie miała przejąć jego córka Elżbieta Maria i ewentualnie jej małżonek. Elżbieta wyszła za mąż za Sylwiusza Nimroda Wirtemberga jeszcze przed śmiercią ojca w 1647 roku. Wobec tego władzę w księstwie przejęła dynastia Wirtembergów.
W okresie panowania Sylwiusza zamek nie zmienił się z zewnątrz. Książę w 1662 roku nakazał usunąć stajnię z zamku i przenieść ją poza jego mury. Zbudowano także ujeżdżalnię i wozownię. W 1666 roku zakończono prace remontowe dachu i hełmu wieży, zlecone przez księżną Elżbietę.
W latach 1702–1704 książę Chrystian Ulryk postanowił nadać zamkowym pomieszczeniom pałacowy wygląd. Powiększono okna na piętrze pierwszym skrzydła południowo-zachodniego oraz na piętrze drugim południowo-zachodniego skrzydła. W pomieszczeniach skrzydła południowo-zachodniego wykonano stiukowe zdobienia i nadano im barokowy charakter. Wzniesiono także zewnętrzną oranżerię, a pomiędzy zamkiem i obwałowaniami utworzono ozdobny ogród (prawdopodobnie na dawnych bastionach)  . Chrystian sprowadził do zamku z Bierutowa bibliotekę (1699), a także wyznaczył specjalne sale na skarbiecc, zbrojownię i dzieła sztuki.

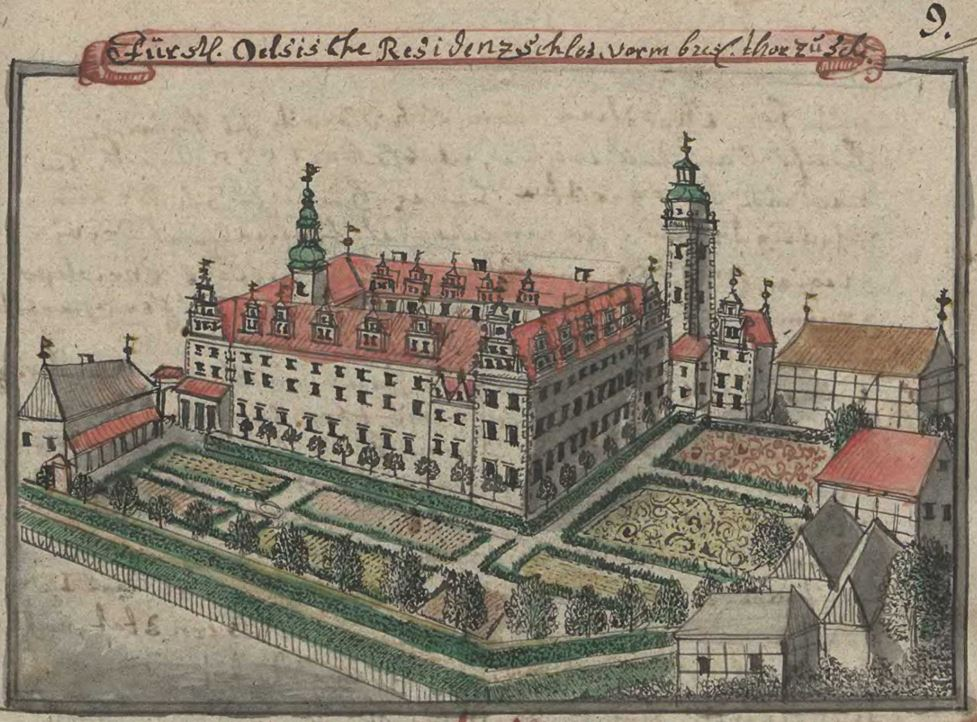
Przedstawienie zamku przez F. B. Wernera (XVIII wiek).

W 1707 roku pełnoletniość uzyskuje Karol Fryderyk, syn Chrystiana Ulryka, który tym samym obejmuje władzę w księstwie. W tym samym roku dochodzi do uszkodzenia wieży zamkowej w wyniku wichury. W 1744 roku Oleśnica w wyniku wojen śląskich weszła w skład Prus. Karol Fryderyk zrzekł się władzy książęcej. Nie posiadał on potomstwa i władzę przejął jego brat Chrystian Erdmann (Karol Krystian Erdman Wirtemberski). W połowie XVIII wieku mogło dojść do przebudowy zamku, co widoczne jest na rycinach Fryderyka Wernera. Odbudowano także skrzydło zachodnie zniszczone w wyniku pożaru miasta w 1730 roku. Uzyskało ono dach mansardowy. W skrzydle północnym dobudowano izby mieszkalne, również widoczne na rysunkach z epoki. W 1791 roku książę z małżonką Marią Zofią Wilhelminą obchodzili złote gody, czego pamiątką jest Kolumna Złotych Godów ufundowana przez mieszkańców miasta.

### Okres panowania Welfów
Chrystian Erdmann zmarł w 1792 roku. W 1795 roku księstwo przeszło w ręce męża jego córki Fryderyki Zofii - Fryderyka Augusta von Braunschweig-Lünenburg. Powiekszył on zamkową bibliotekę do dwóch pomieszczeń. W skrzydle zachodnim znajdowało się archiwum, a w skrzydle południowym urządzono książęce pomieszczenia. Księżna swoje apartamenty miała w skrzydle zachodnim . W skrzydle wschodnim ulokowano apartamenty gościnne i zbiory. Reorganizacji uległ także park zamkowy. Mimo to książę rozbudował dodatkowo pałac w Szczodrem, gdzie zamieszkał na początku XIX wieku, a oleśnicki zamek ulegał stopniowemu zaniedbywaniu i stał się miejscem pracy książęcych urzędników .

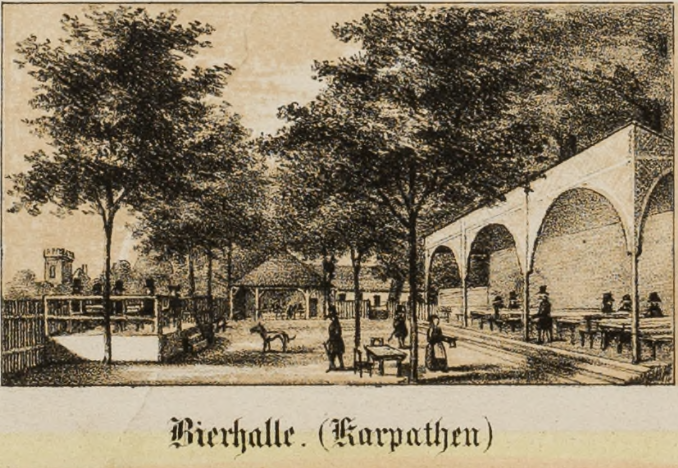
Przyzamkowa piwiarnia „Karpathen” z litografii Adolfa Groegera (XIX wiek).

W 1805 roku Fryderyk zmarł i władztwo nad jego ziemiami objął jego bratanek Fryderyk Wilhelm. W celu zebrania funduszy na uzbrojenie swoich wojsk na wyprawy przeciwko Napoleonowi książę sprzedał część zbiorów i numizmatów z oleśnickiego zamku. Po jego śmierci w 1815 roku regencję w jego księstwach objął stryj, regent, a od 1820 roku król Wielkiej Brytanii Jerzy IV. Sytuacji zamku nie poprawił okres wojen napoleoński, kiedy to nikt sie nim nie zajmował. Dopiero w 1816 roku przebudowano skrzydło północne, a pomieszczenia zaczęto wynajmować na potrzeby utrzymania zamku.
W 1824 roku pełnoletniość uzyskał syn Fryderyka Wilhelma - Wilhelm August, i to on stał się władcą w księstwie. Jednak i on wolał zamieszkiwać pałac w Szczodrem, a Oleśnicy nigdy nie odwiedził. W 1850 roku obok zamku wybudowno browar z piwiarnią, która z czasem stała się również miejscem koncertów. Przy południwym skrzydle zamku znajdował się także punkt widokowy Bellevue, od którego nazywano później cały obszar piwiarni, browaru i sceny koncertowej. Pod koniec XIX wieku teren obsadzono dodatkowymi szpalerami drzew i oświetlony lampami gazowymi. Ostatnie elementy Bellevue zostały w latach 60. XX wieku.

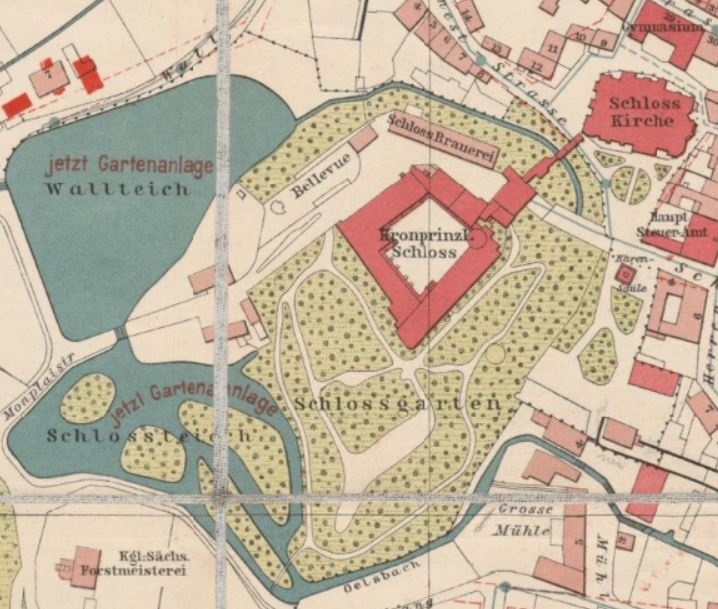
Otoczenie zamku na mapie z 1899 roku.

Po 1868 roku zniwelowano wały i bastiony . W 1875 roku w zamku założono system wodociągowy z własnym ujęciem wody. W 1884 roku książę umarł, ale nie zawarł informacji na temat księstwa oleśnickiego w testamencie. W związku z tym księstwo stało się własnością Królestwa Prus. Księstwo zostało podzielona, a Oleśnica stała sie lennem tronowym.

### Okres Hohenzollernów
Pierwszym panem na olesnickim zamku z tej dynastii został Fryderyk Wilhelm (późniejszy cesarz Fryderyk III). W tym celu już w 1885 roku rozpoczęto prace remontowe, w szczególności w Pałacu Wdów. W zamku założono oświetlenie i ogrzewanie. Odnowiono także pomieszczenia zamkowe. W 1888 roku cesarz zmarł i jego następcą ogłoszono jego syna Wilhelma II, a zamek w Oleśnicy stał się lennem Wilhelma.

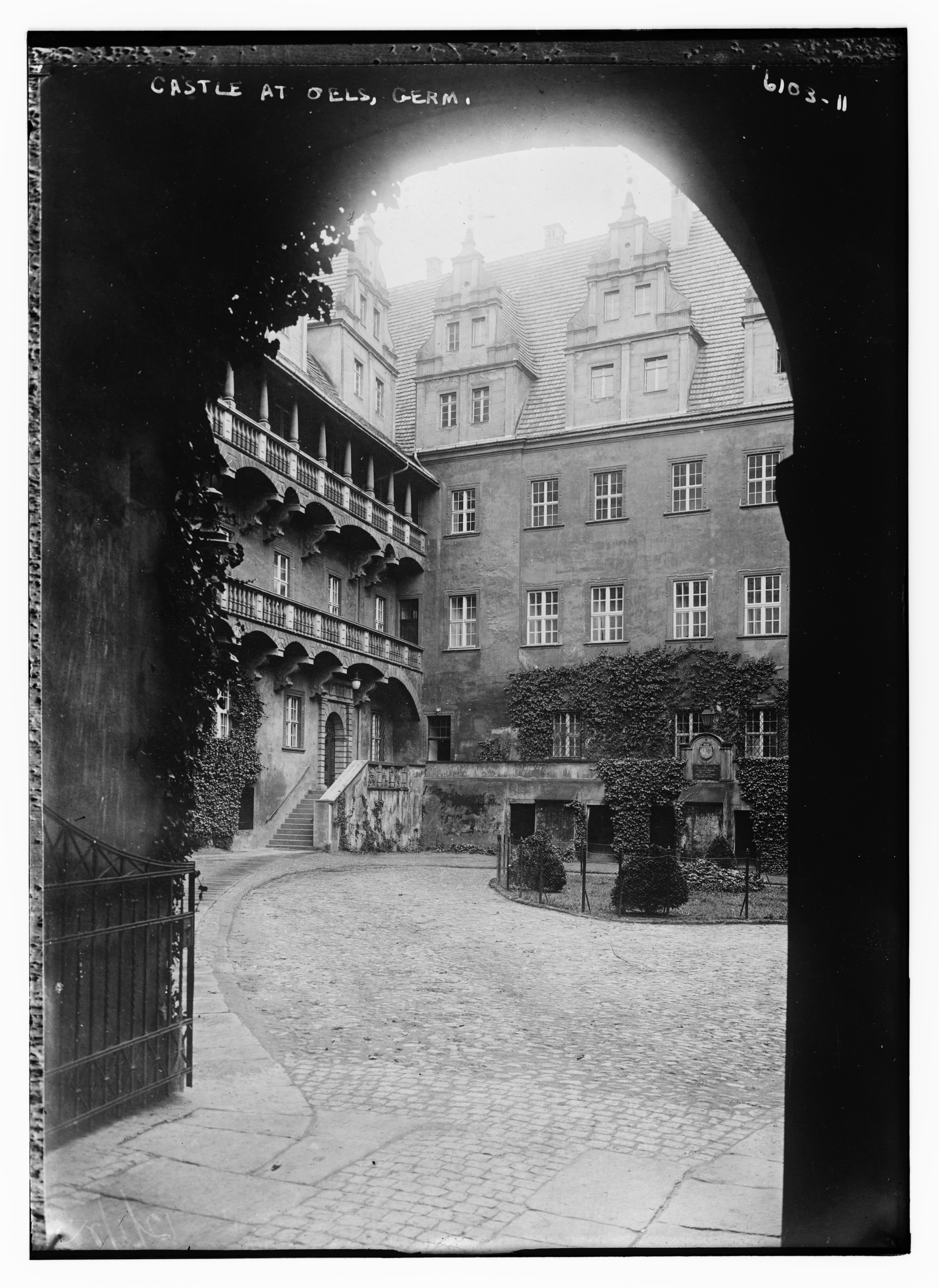
Widok na dziedziniec (1900)

W latach 1891–1904 prowadzono kolejne prace modernizacyjne i remontowe. Stary hełm wieży zamkowej wymieniono na nowy, zmianie uległo także zadaszenie wieży z klatką schodową. Rzeźby lwów powróciły na balustradę głównej wieży. Sgraffita skrzydła wschodniego zostały odnowione, a na łączeniu skrzydła wschodniego i południowego wybudowano nową klatkę schodową o kształcie ośmiokąta. W 1905 roku na zewnątrz Pałacu Wdów wykonano przybudówkę, w której umieszczono toalety na drugim i trzecim pietrze budynku. W tym samym roku rozpoczęto reorganizację parku zamkowego. W 1906 roku przeniesiono wjazd do zamku na środek skrzydła północnego . Zamek zaczął pełnic rolę letniej i zimowej rezydencji Wilhelma i jego żony Cecylii. W trakcie I wojny światowej w zamku znajdował się lazaret.

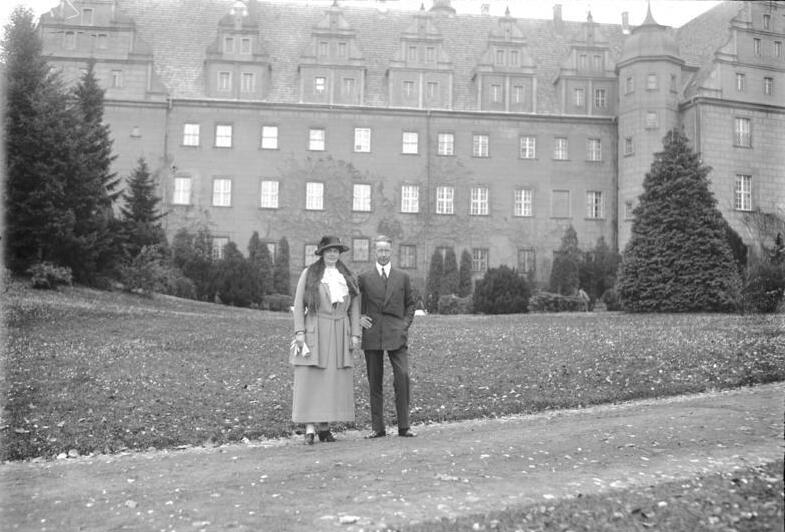
Cecylia i Wilhelm (1923)

Po zakończeniu konfliktu Cecylia wraz z dziećmi musiała opuścić swój pałac Cecilienhof w Poczdamie i przeniosła sie do Oleśnicy. Część mebli z Poczdamu przyjechało do oleśnickiego zamku wraz z Cecylią. W latach 1919–1920 przy zamku powstał ogród warzywno-owocowy. W 1923 roku do swojej żony dołączył Wilhelm, który powrócił do Niemiec z aresztu domowego w Holandii. W 1926 roku para odzyskała Cecilienhof i od tego czasu zamek w Oleśnicy był przez nię odwiedzany sporadycznie. Sam Wilhelm udzielał się w sprawach loklanych bardzo rzadko.

### II wojna światowa, wieki XX i XXI
Podczas II wojny światowej, w latach 1944–1945, część wyposażenia zamku została wywieziona. W styczniu 1945 roku zamek był siedzibą dowództwa 269 Dywizji Piechoty. Podczas walk o Oleśnicę zamek nie odniósł dużych szkód. W 1945 roku został zajęty przez Armię Czerwoną i pozostał w jej rekach do 1946 roku . Następnie w zamku mieścił się radziecki oddział Czerwonego Krzyża, który przygotowywał do transportu byłych jeńców alianckich: Włochów, Węgrów i Francuzów . Po opuszczeniu zamku przez armię radziecką rozpoczął się okres grabieży i podpaleń zamku. W latach 1946–1947 w zamku działał Państwowy Urząd Repatriacyjny dla Niemców. Następnie znalazły się w nim magazyny żywności i komenda hufca Związku Harcerstwa Polskiego . W latach 1951–1954 w zamku mieściło się Technikum Budowlano-Drogowe z internatem. Po przeniesieniu szkoły do Wrocławia pomieszczenia w zamku zostały przekazane 32 instytucjom i mieszkańcom na cele mieszkaniowe.
W 1963 roku Przedsiębiorstwo Państwowe Pracownia Konserwacji Zabytków na zlecenie Konserwatora Zabytków zabezpieczyło dach nad zachodnim skrzydłem zamku. Następnie w latach 1965–1975 prowadzono prace remontowo-budowalne na potrzeby ZHP. Od 1971 roku do 1993 roku w części pałacowej funkcjonowała filia Muzeum Archeologicznego we Wrocławiu, a w okresie 1975–1992 zamek był siedzibą Centralnej Szkoły Instruktorów ZHP. W 1993 roku zamek przekazano Komendzie Głównej OHP .
W 2023 roku zaplanowano przyłączenie zamku do miejskiej sieci ciepłowniczej. W 2024 roku pojawił się pomysł przejęcia przez miasto zamku i przeniesienie Ochotniczych Hufców Pracy do nowej siedziby.
Zamek w Oleśnicy znajduje się na Europejskim Szlaku Zamków i Pałaców.

## Architektura

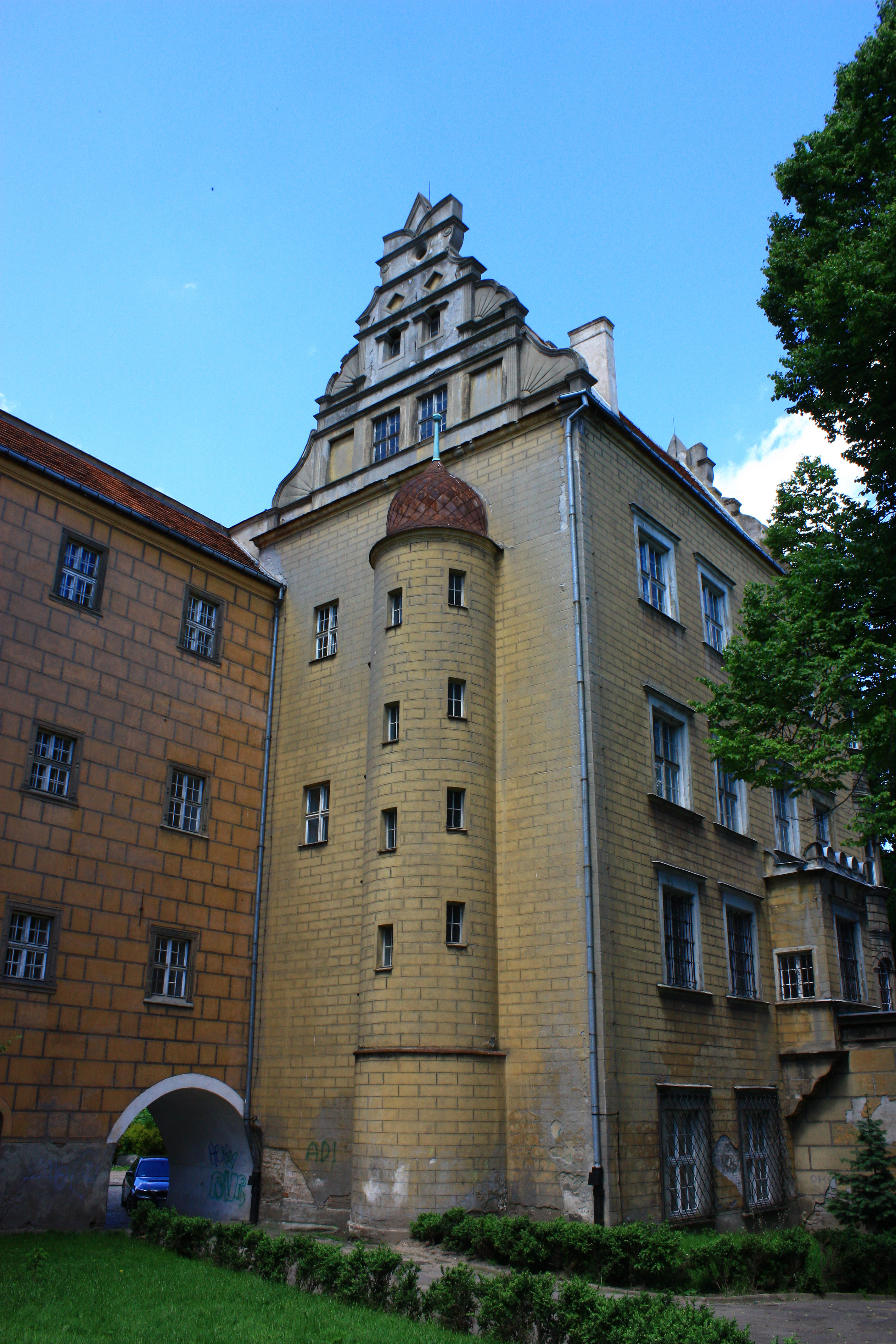
Cylindryczny wykusz pałacu.

Zamek jest budynkiem czteroskrzydłowym, trzykondygnacyjnym, podpiwniczonym z wysokim parterem i wewnętrznym dziedzińcem. Pomiędzy skrzydłami północnym i południowo-wschodnim zlokalizowana jest wieża o sześciu kondygnacjach, a pomiędzy skrzydłami południowo-wschodnim i południowo-zachodnim znajduje się wieża o siedmiu kondygnacjach z klatką schodową. Skrzydło południowo-zachodnie nakrywa dach mansardowy; skrzydła południowo-wschodnie i południowo-zachodnie nakrywają dachy dwuspadowe z facjatami; skrzydło bramne przykryte dachem płaskim, a przylegająca do niego przybudówka dachem jednospadowym. Wieża główna nakryta jest hełmem gruszkowatym z latarnią .
Pałac Wdów to budowla o bryle zwartej, czterokondygnacyjna i podpiwniczona, nakryta dachem dwuspadowym. W północnym narożniku pałacu znajduje się czworoboczny ryzalit klatki schodowej z dachem dwuspadowym. We wschodnim narożniku cylindryczny wykusz osadzony na wsporniku i poprowadzony jest przez wszystkie kondygnacje. Pałac poprzedzony jest przedbramiem bez zadaszenia. W przedbramiu manierystyczna brama zewnętrzna i przejście dla pieszych. Natomiast w bryle pałacu brama zakończona łukiem pełnym i furta zamknięta łukiem odcinkowym. Brama zwieńczona gzymsem wyłamanym nad konsolą. Pałac Wdów połączony jest kościołem dwukondygnacyjnym łącznikiem z trzyłękowymi arkadami od przyziemia i dwuspadowym dachem .

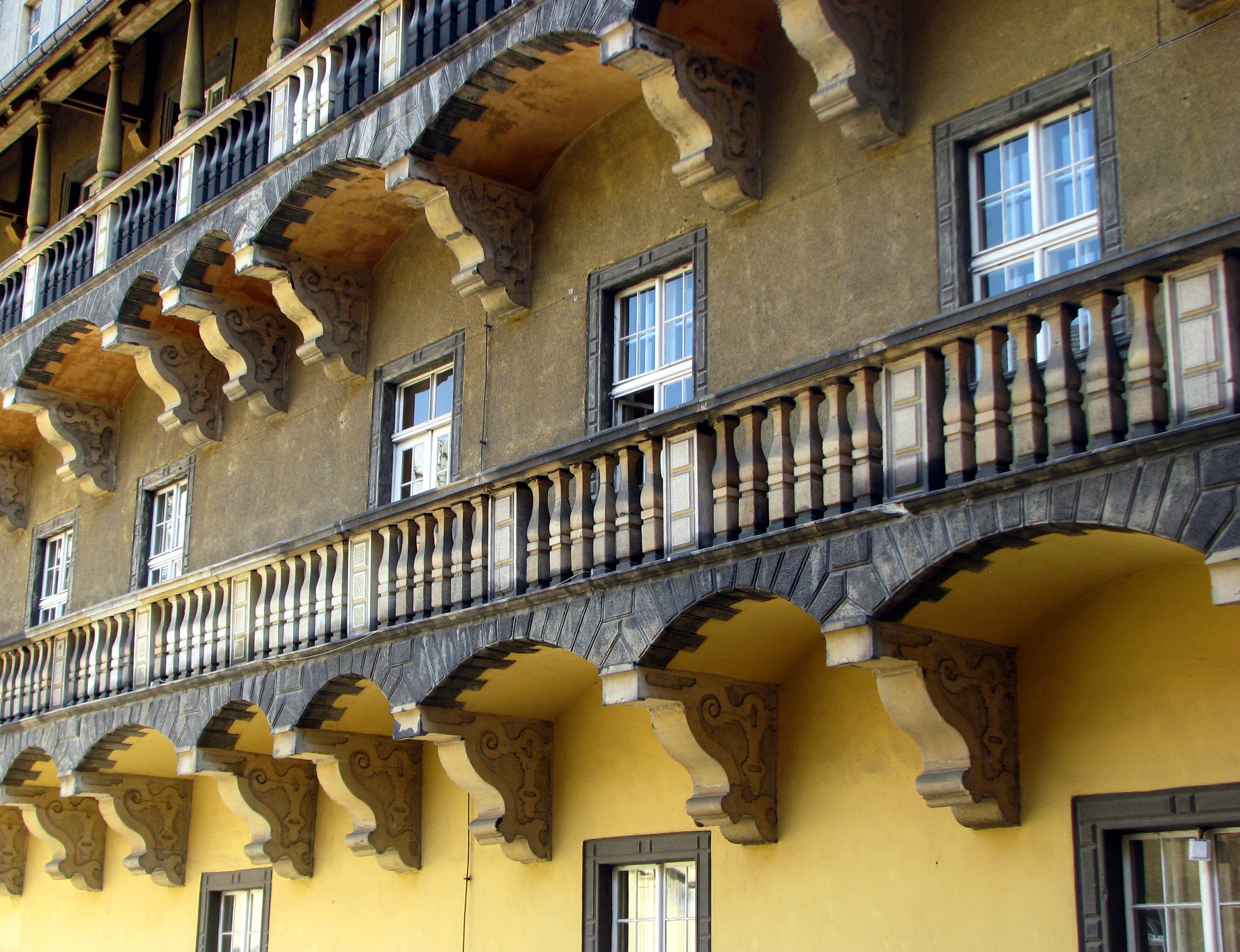
Ganki na skrzydłach południowo-zachodnim i południowo-wschodnim.

Większość elewacji zamku pokrytych jest sgraffitem, rekonstruowanym po 1945 roku z wykorzystaniem tynków wielobarwnych. Elewacje skrzydeł południowo-zachodniego i południowo-wschodniego są ocenione jako jednorodne względem stylu. Różnice są w skrzydłach północno-wschodnim i południowo-wschodnim. W pierwszym wypadku elewacja bramna jest zwieńczona profilowanym gzymsem, nad którym znajduje się attyka pod postacią półkolistych szczytów z prostokątnymi postumentami. Brama w tym skrzydle zamknięta jest łukiem koszowym z boniowaniami. Nad przybudówką w tym skrzydle góruje elewacja skrzydła północno-zachodniego ze szczytem o wykroju falistym i dwoma skrajnie rozmieszczonymi pilastrami . Elewacja skrzydła południowo-zachodniego jest 12-osiowa z sześcioma facjatami, zwieńczona profilowanym gzymsem. Szczyty facjat dzielone są gzymsami i pilastrami. Na drugim piętrze okna mają kamienne obramienia z boniami, na trzecim piętrze okna są w obramieniach uszakowych .
Elewacje dziedzińca również zwieńczone gzymsami. Ganek na skrzydłach południowo-zachodnim i południowo-wschodnim znajduje się na kondygnacjach drugiej i trzeciej, wsparty na kamiennych konsolach z ornamentem. Balustrada również kamienna, tralkowa, zrekonstruowana po 1945 roku. Ganek na skrzydłach północno-zachodnim, północno-wschodnim i południowo-zachodnim na drugim piętrze z pełną balustradą. W pierwszym wypadku ganek jest wsparty w przyziemiu na filarowych arkadach. Pozostałe ganki wsparte na ścianach .

## Herby
- Piastów oleśnickich zachowany z gotyckiego zamku
- Popiersia Jana Podiebradowicza i jego żony Krystyny Szydłowieckiej, wsparte na rodowych herbach
- Podiebradów przy skrzydle wschodnim dziedzińca zamku[56].
- Książąt głogowskich przy skrzydle wschodnim dziedzińca zamku[57].
- Wirtembergów oleśnickich nad wejściem[58]

## Galeria

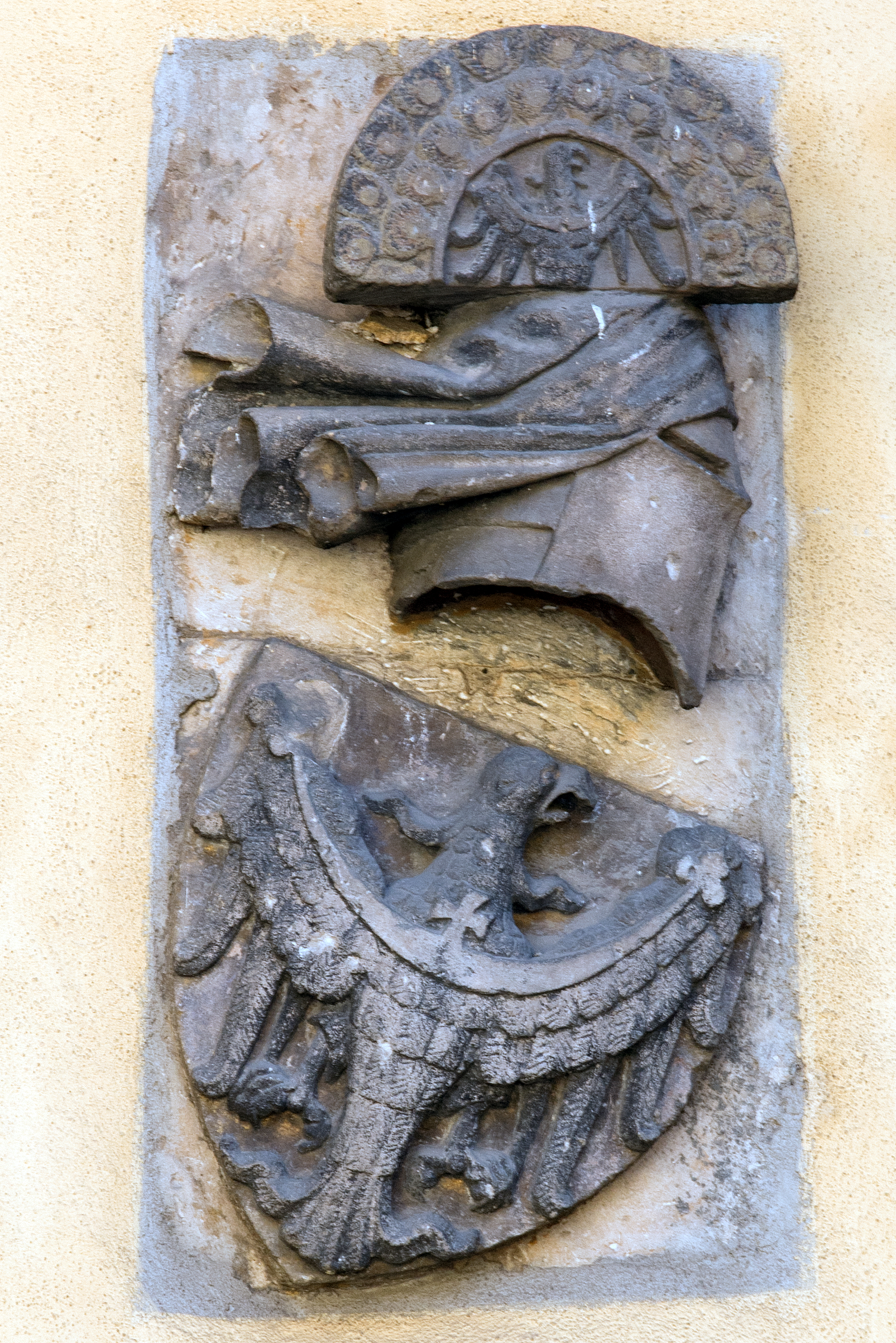
Herb Piastów z gotyckiego zamku
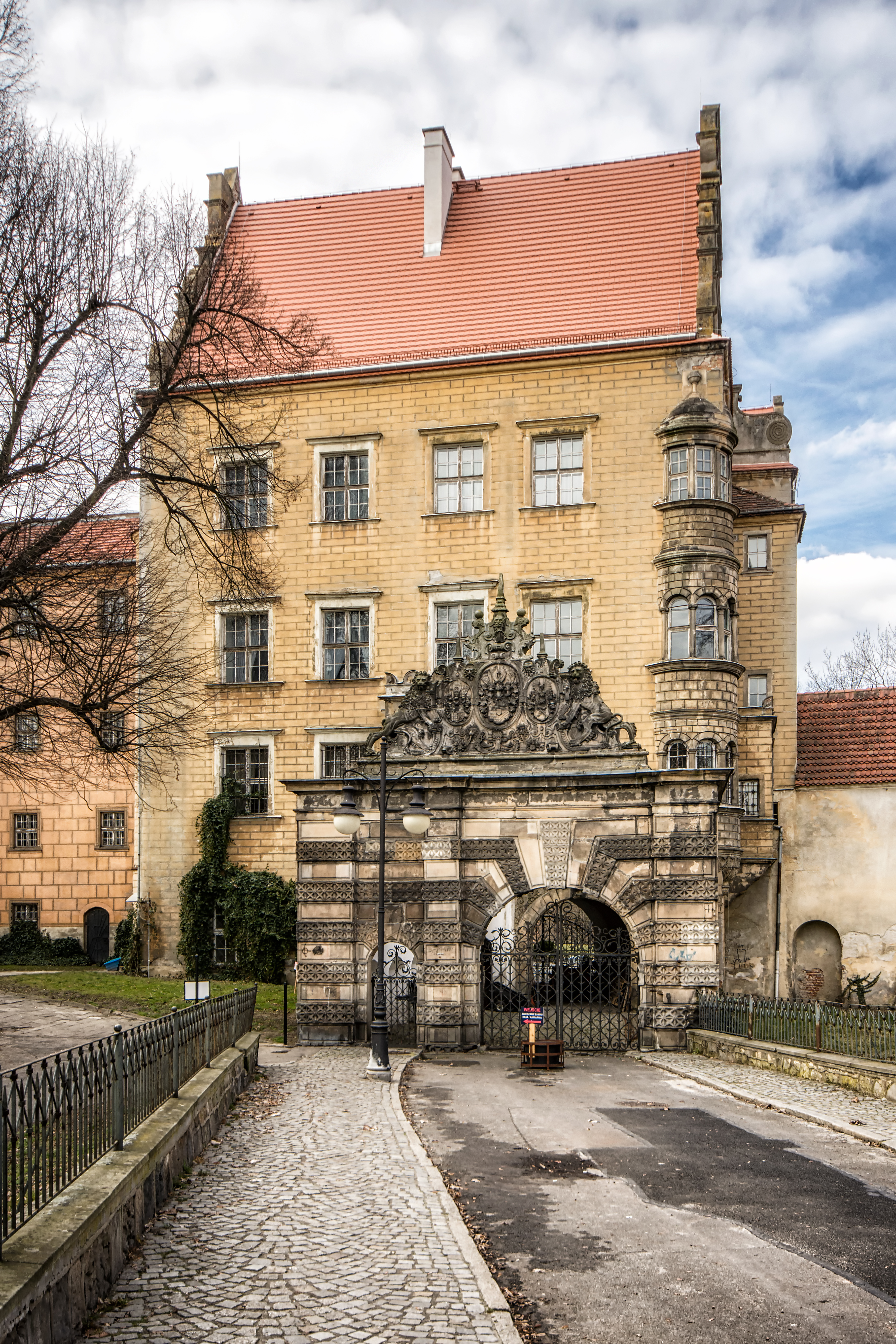
Brama i Pałac Wdów
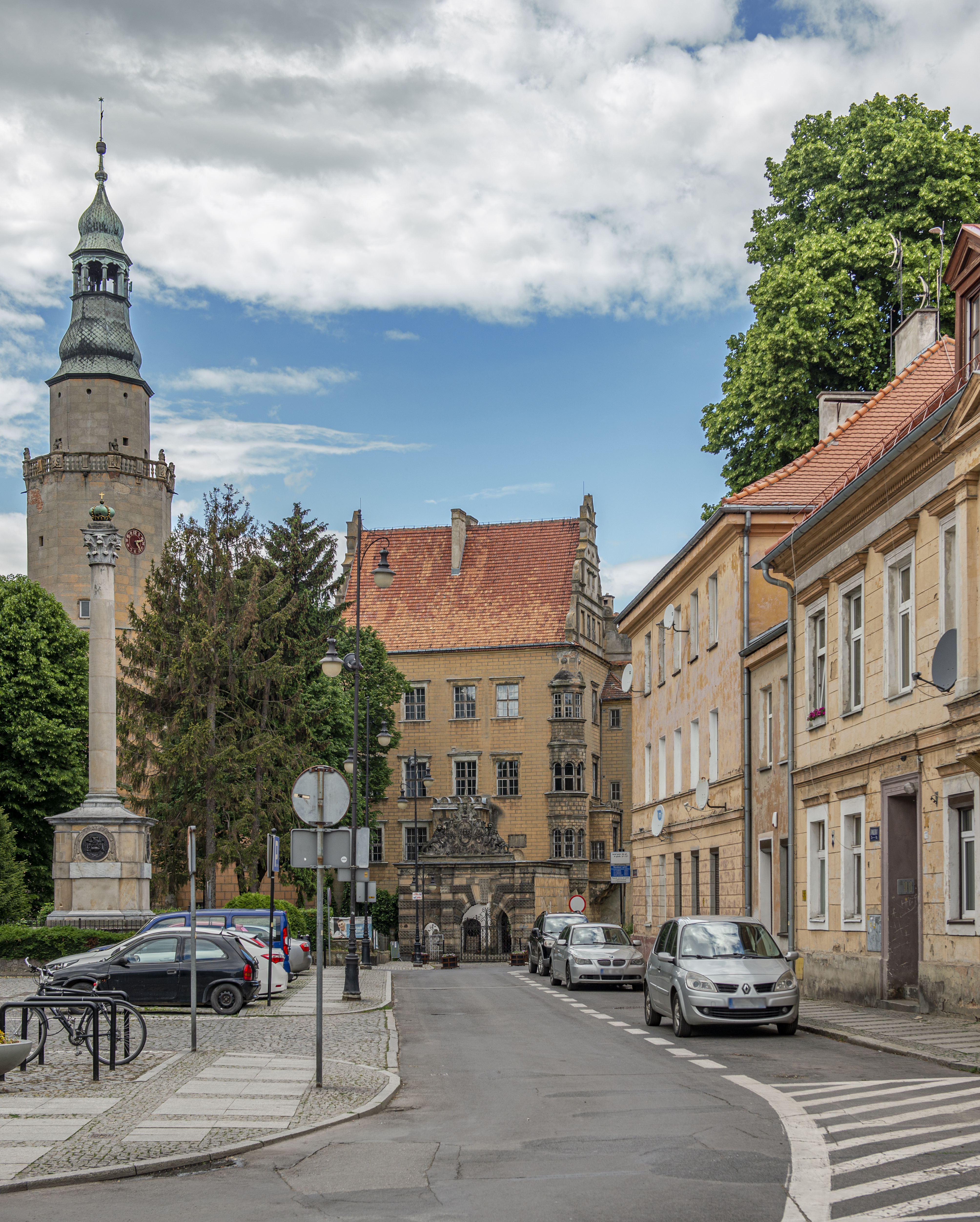
Brama główna, Pałac Wdów i wieża
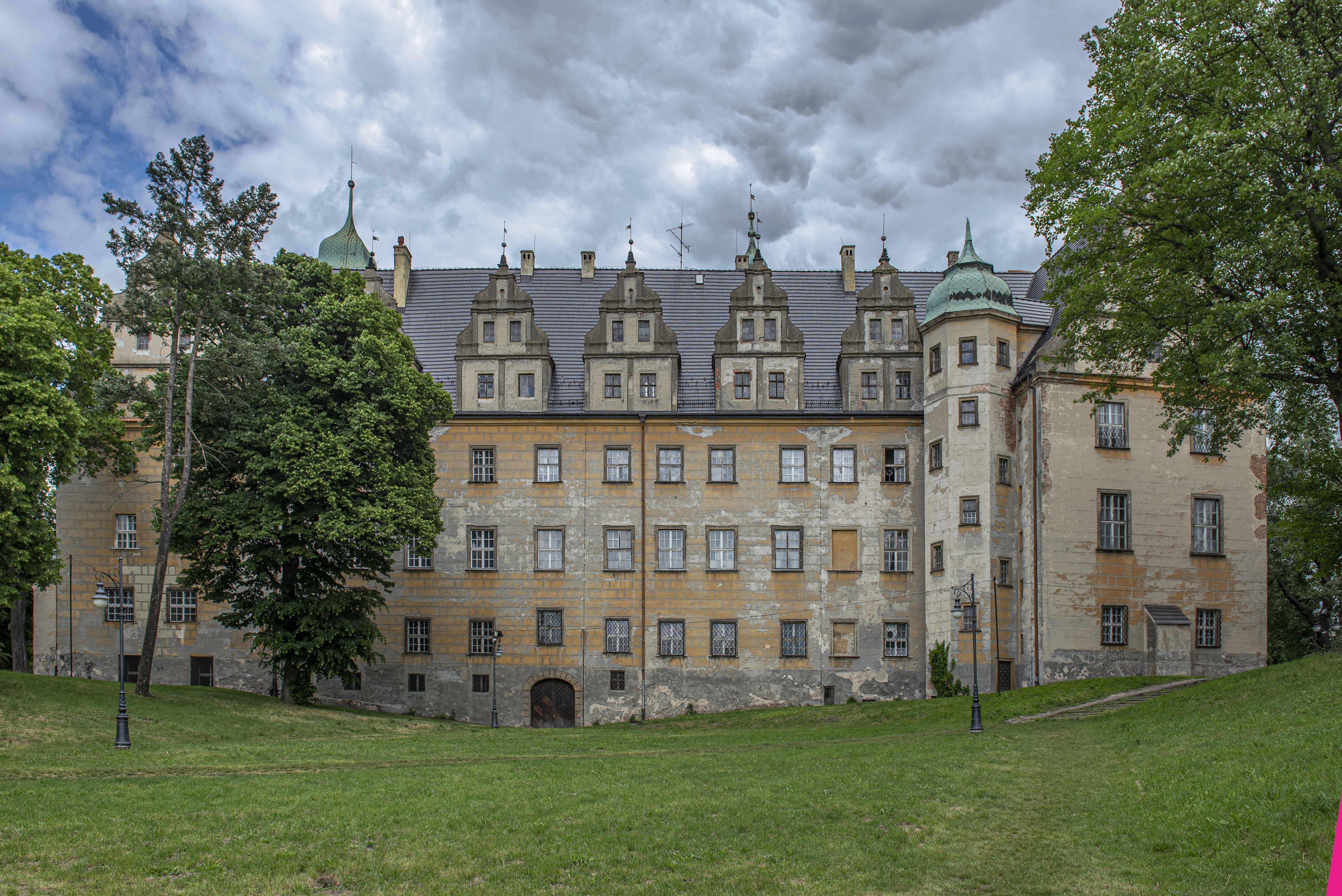
Strona południowa
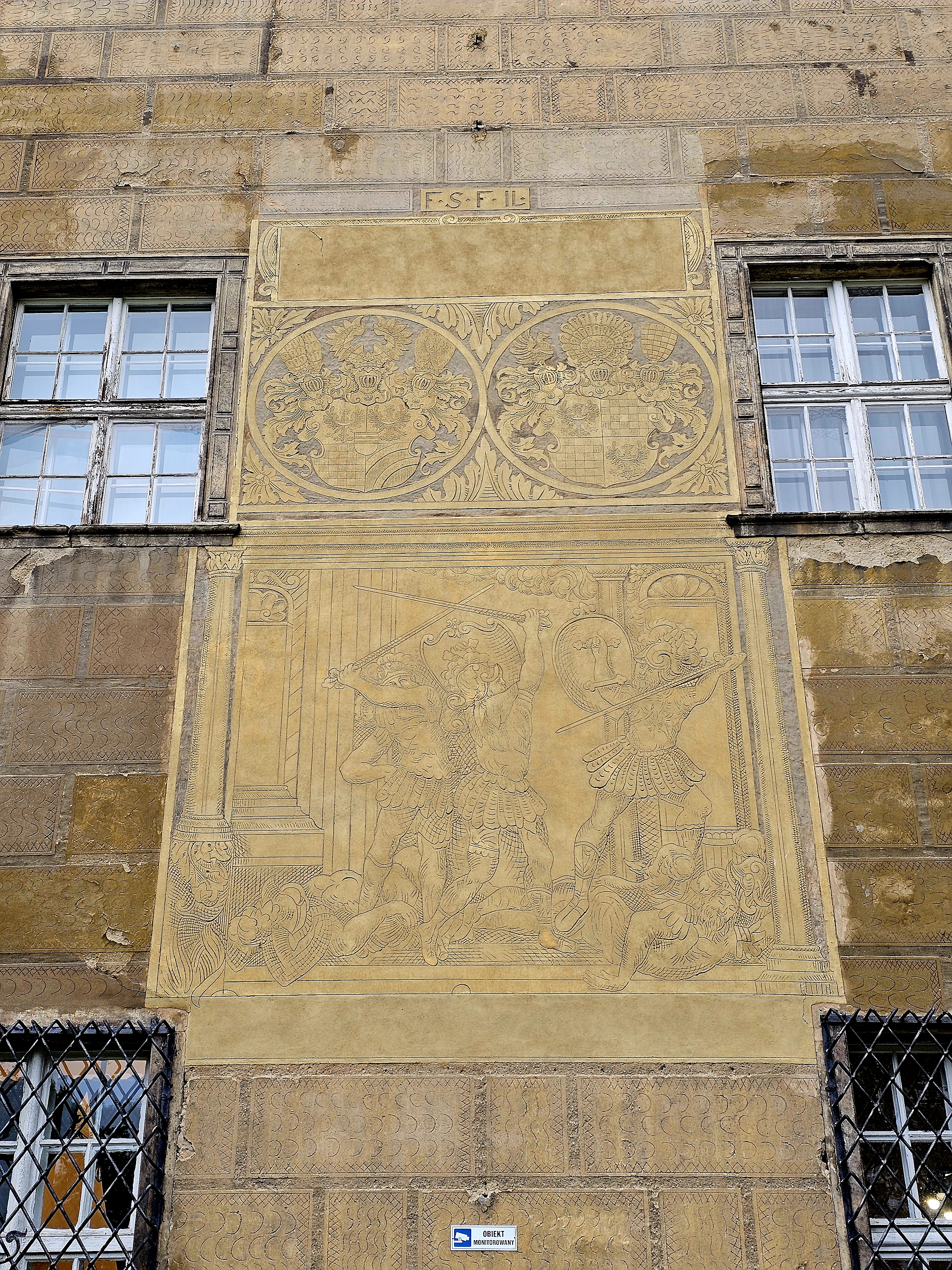
Sgraffito z herbami i sceną pojedynku
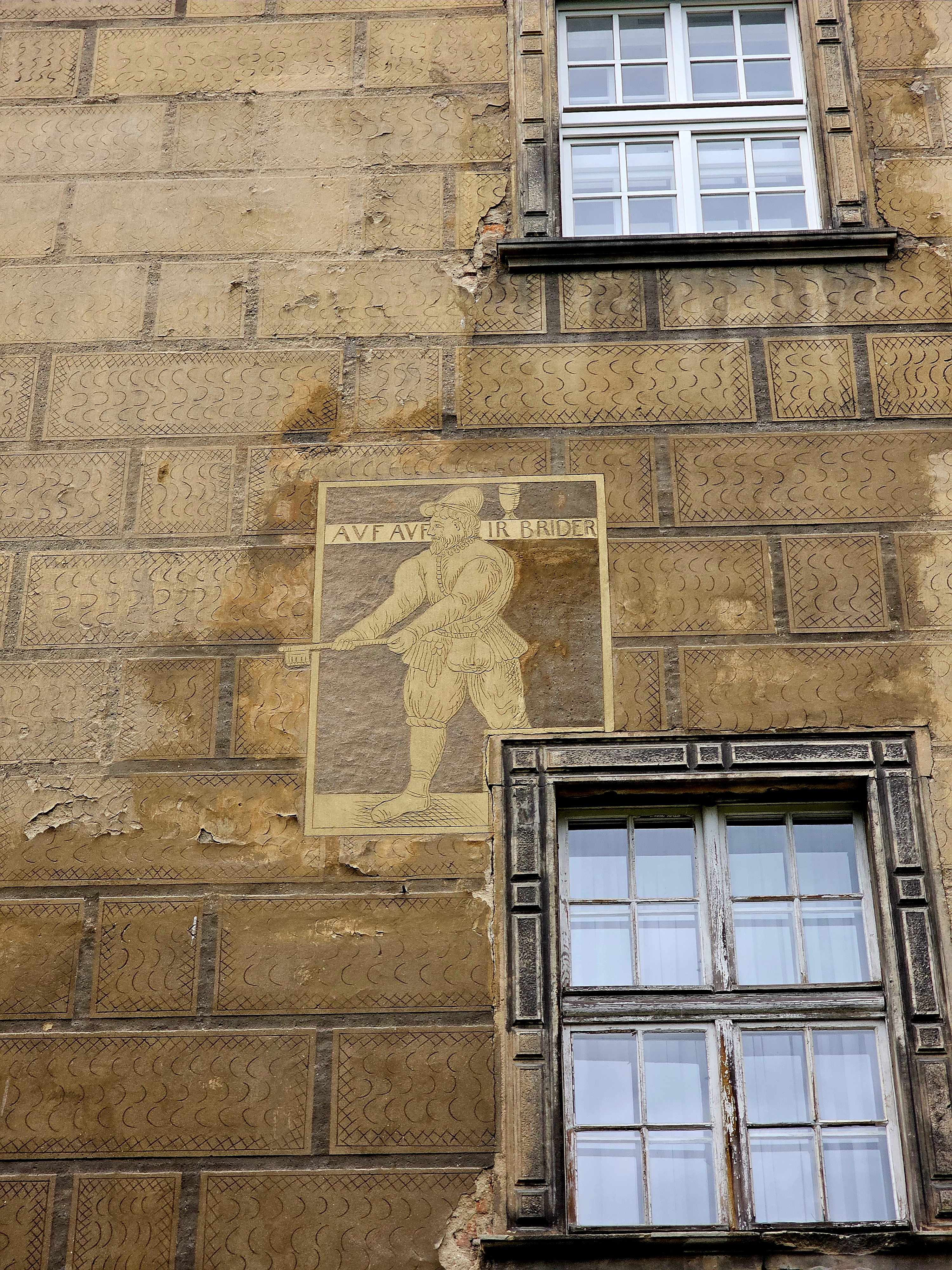
Sgraffito z klucznikiem
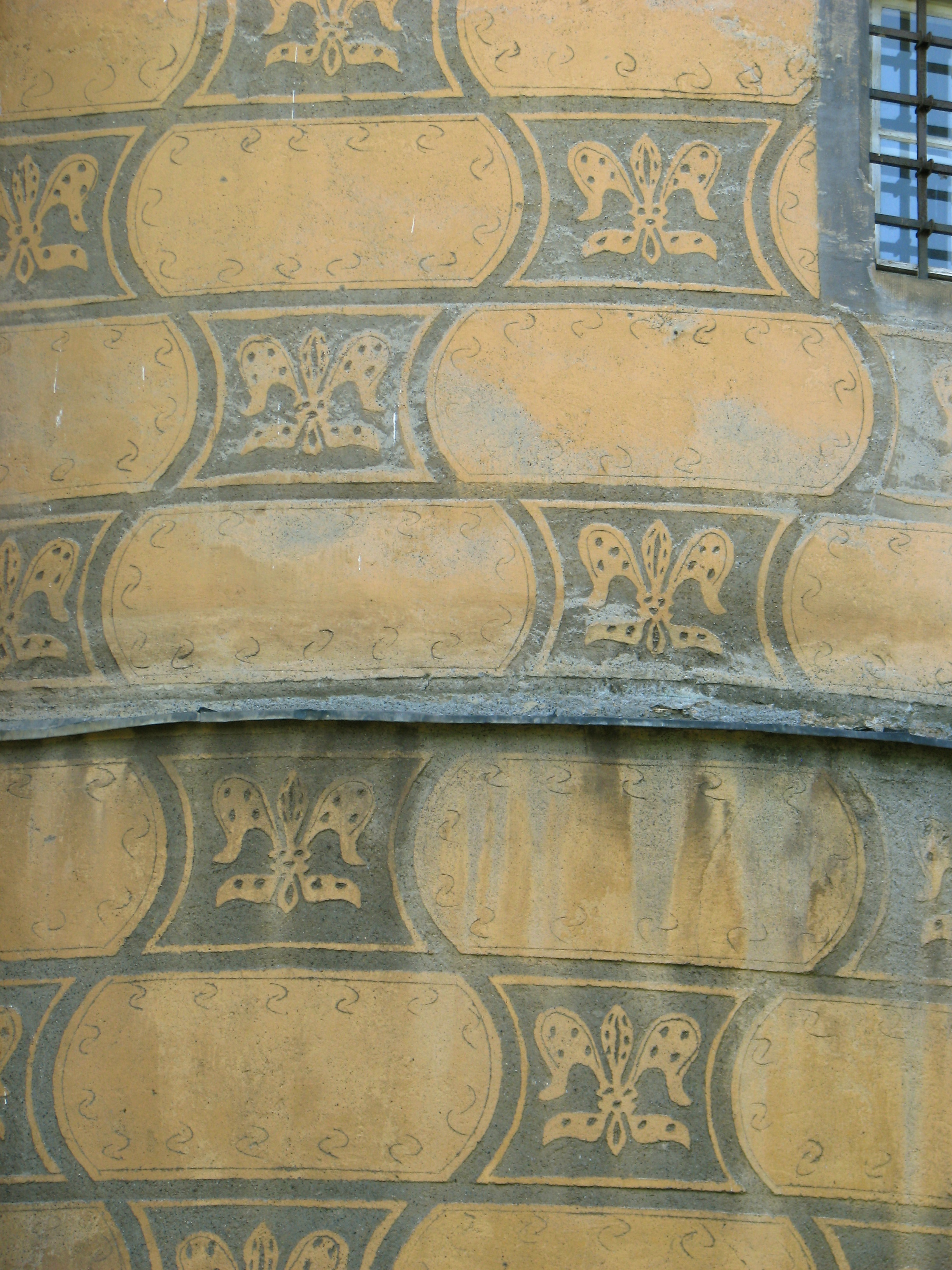
Sgraffito na ściana wieży zamku
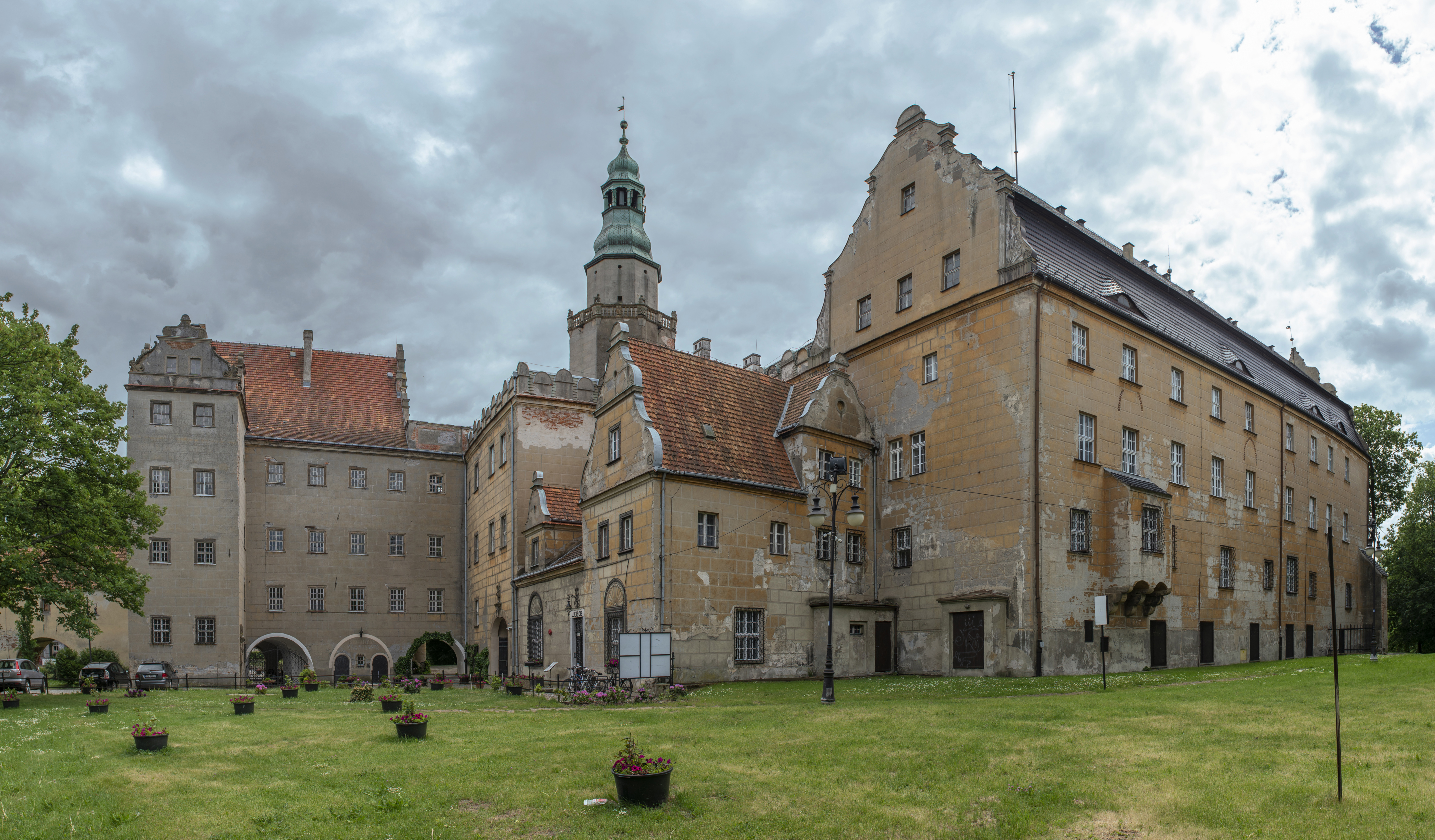
Pałac, brama, budynek gosp.
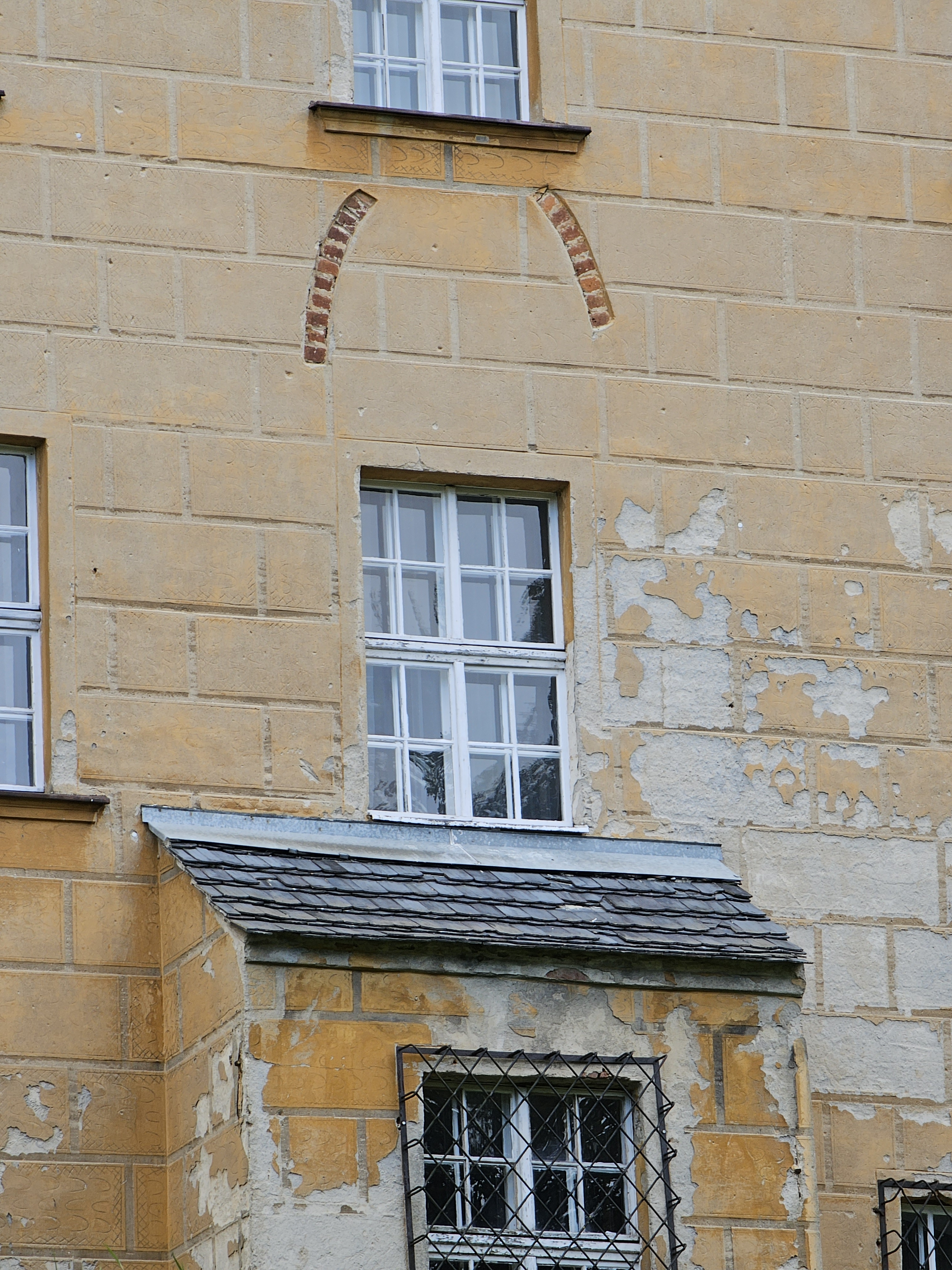
Pozostałości łuków gotyckich okien
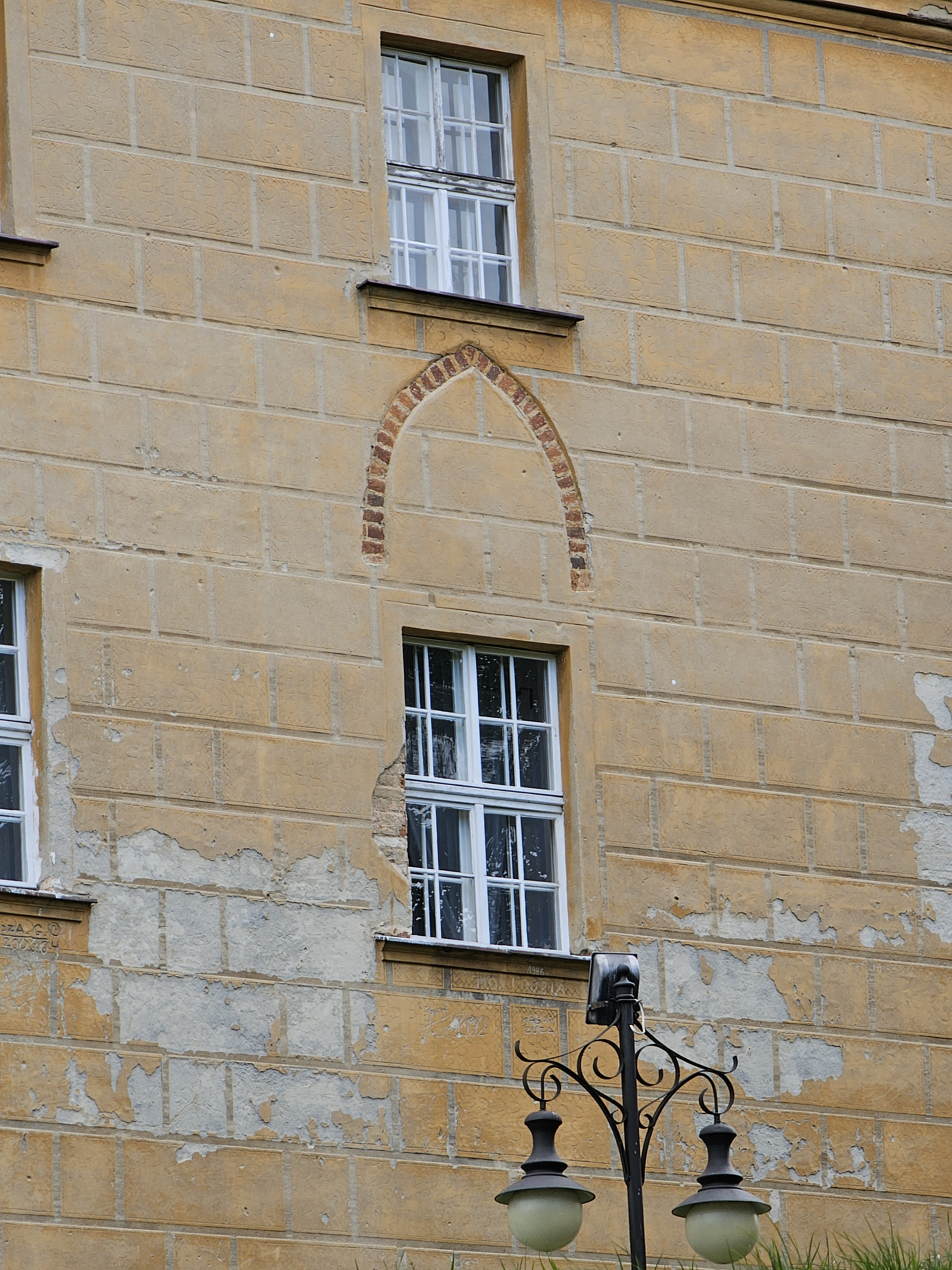
Pozostałości łuków gotyckich okien
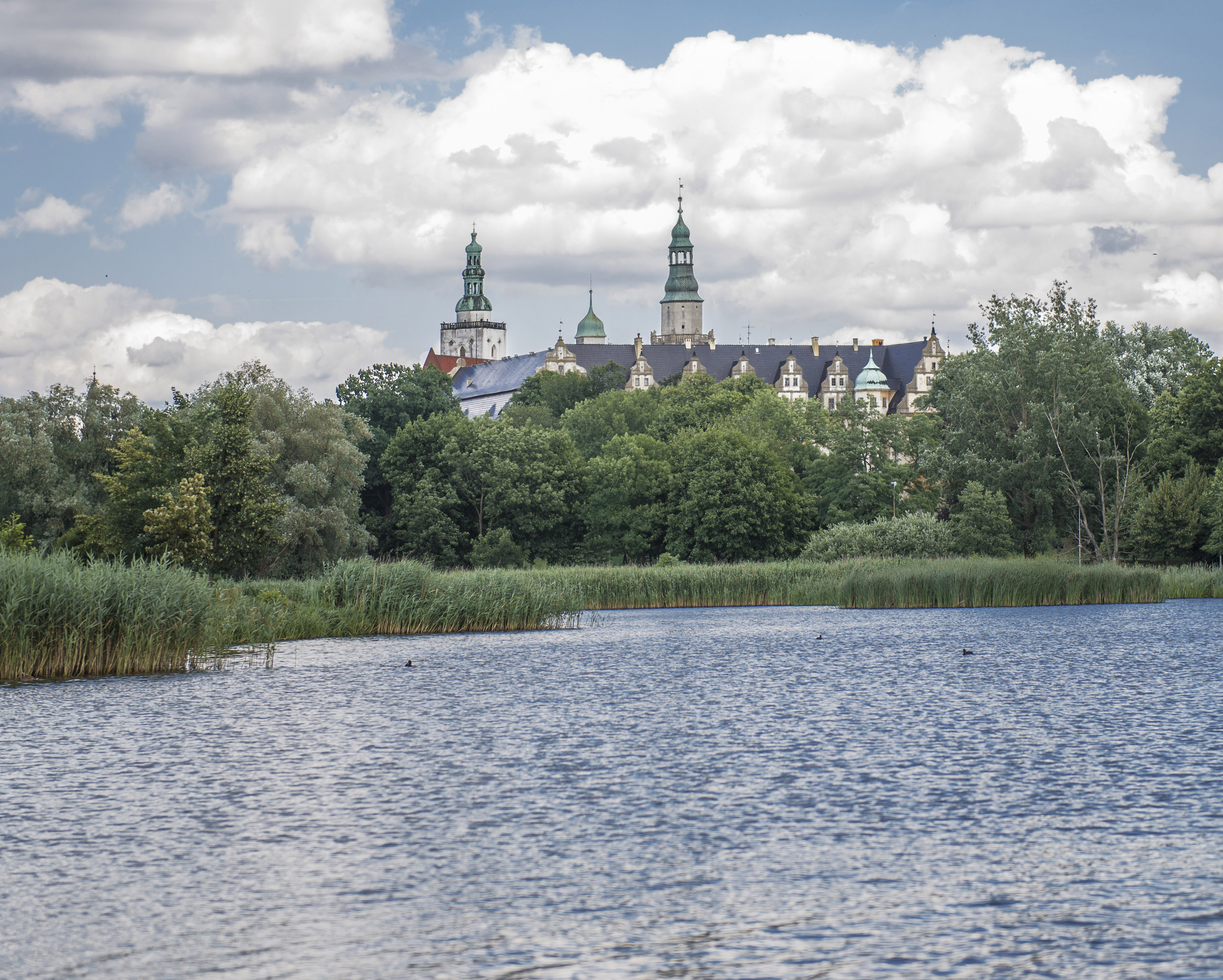
Park Ks. Oleśnickich (dawna Bażantarnia)
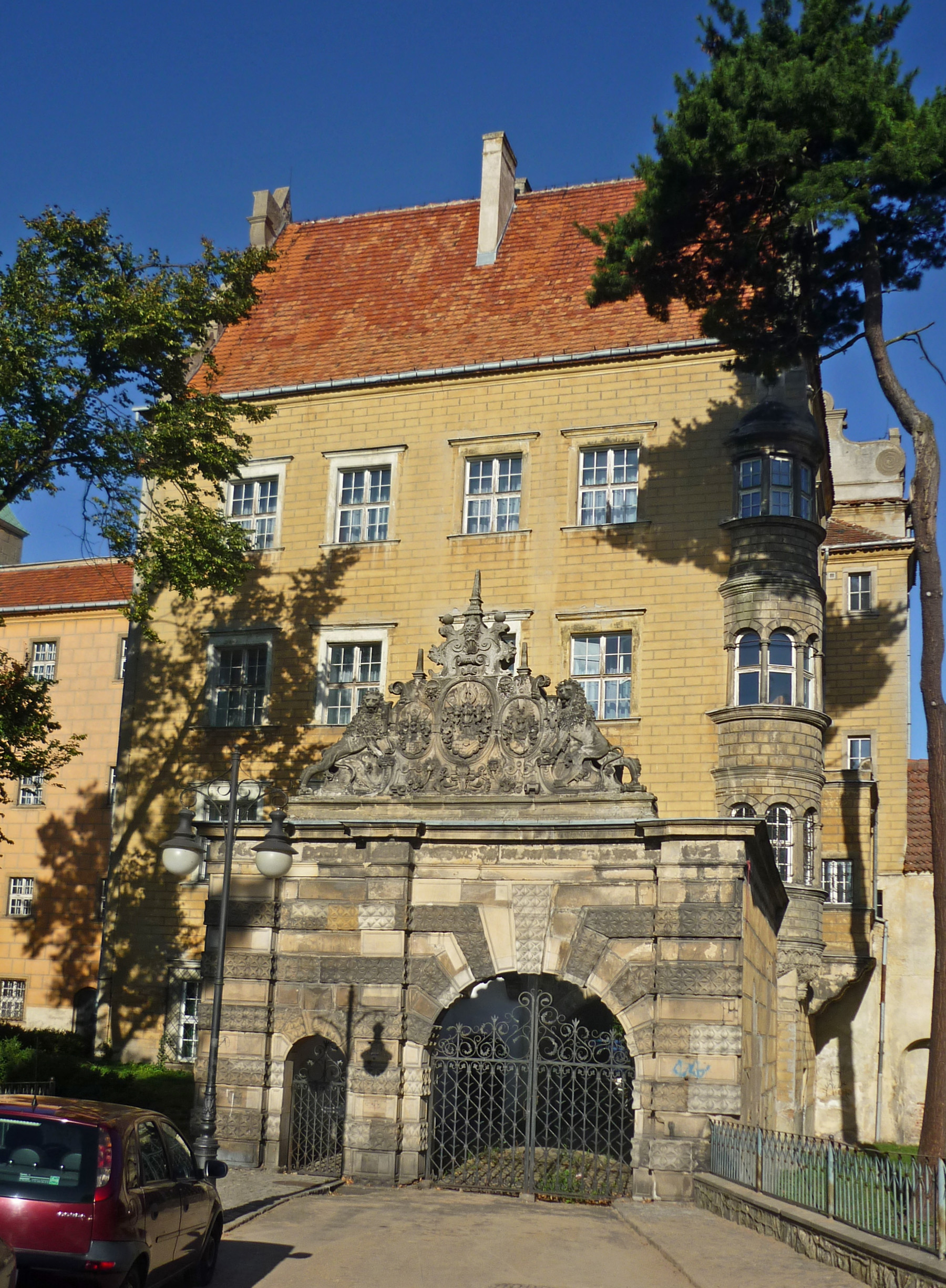
Brama z herbami
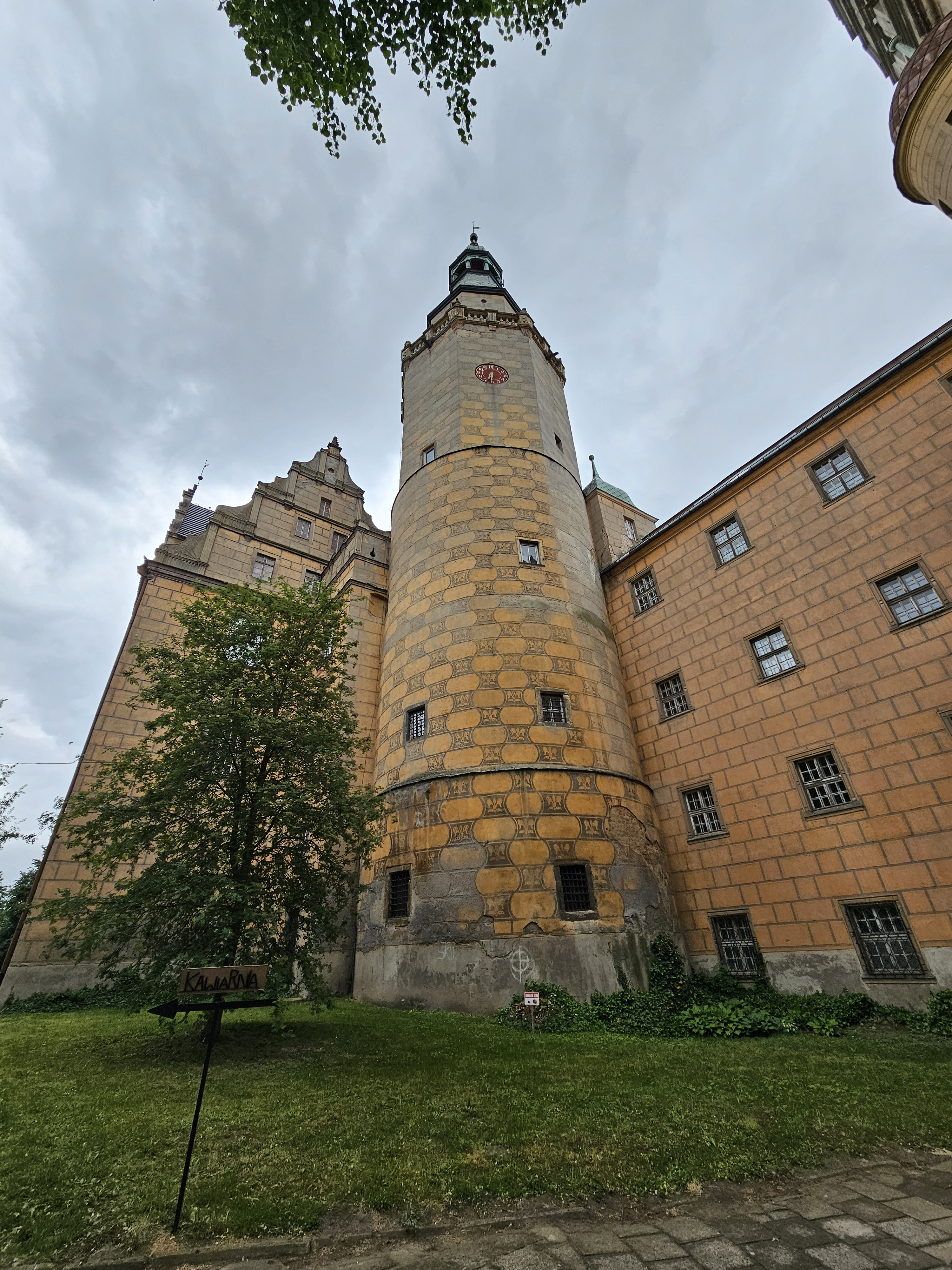
Widok na więżę zamku z zewnątrz
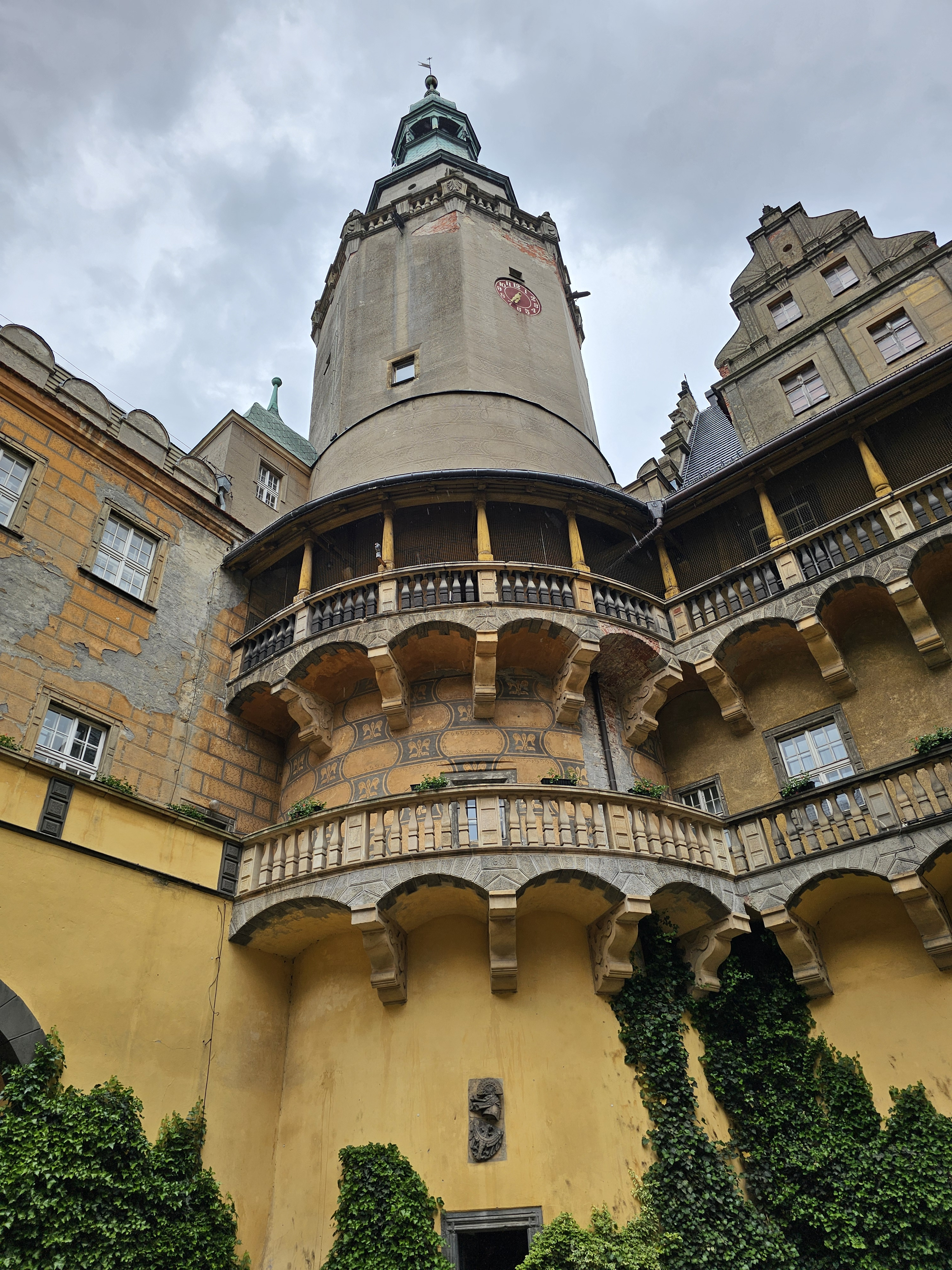
Wieża i krużganki z dziedzińca
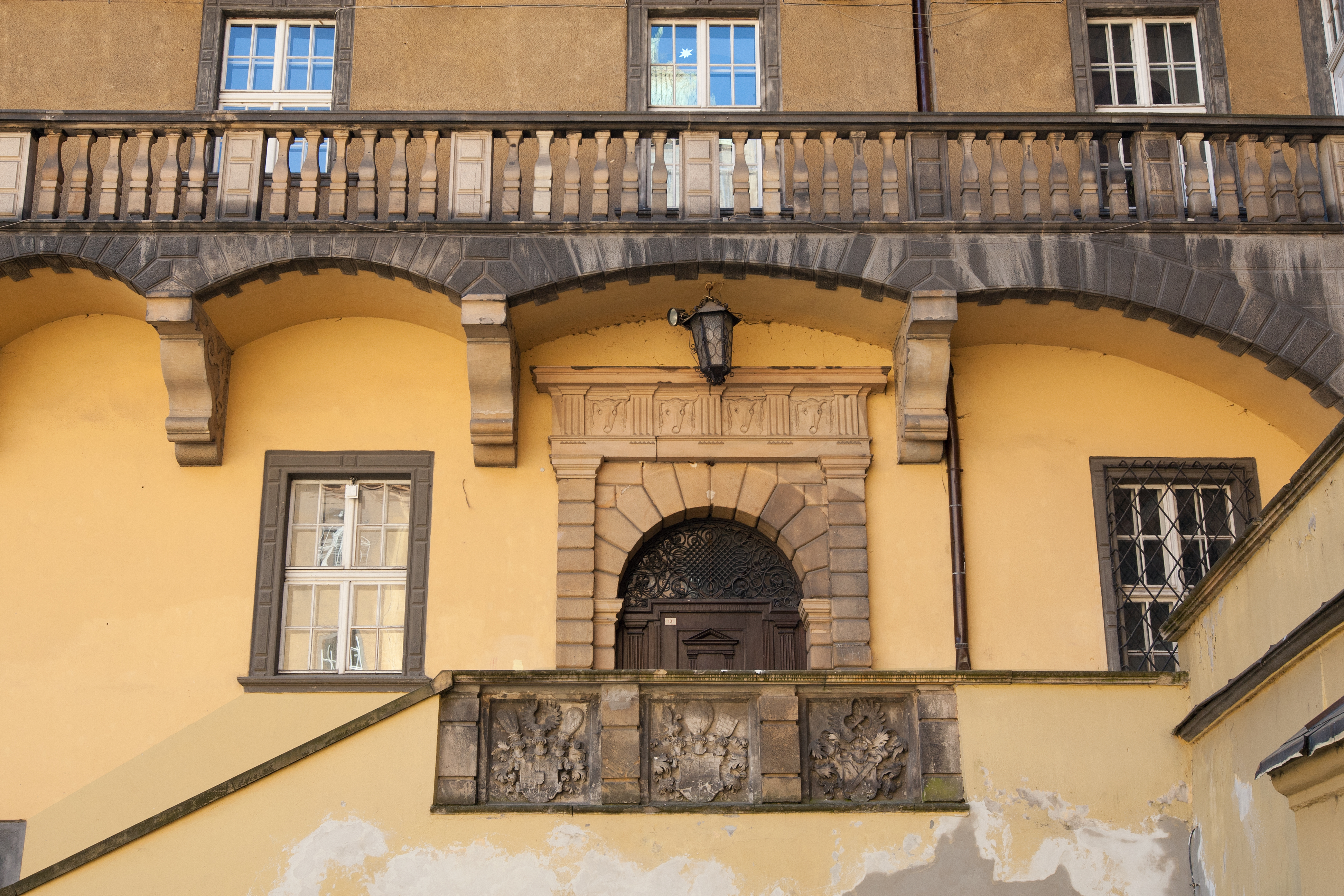
Wejście do skrzydła wsch. z herbami
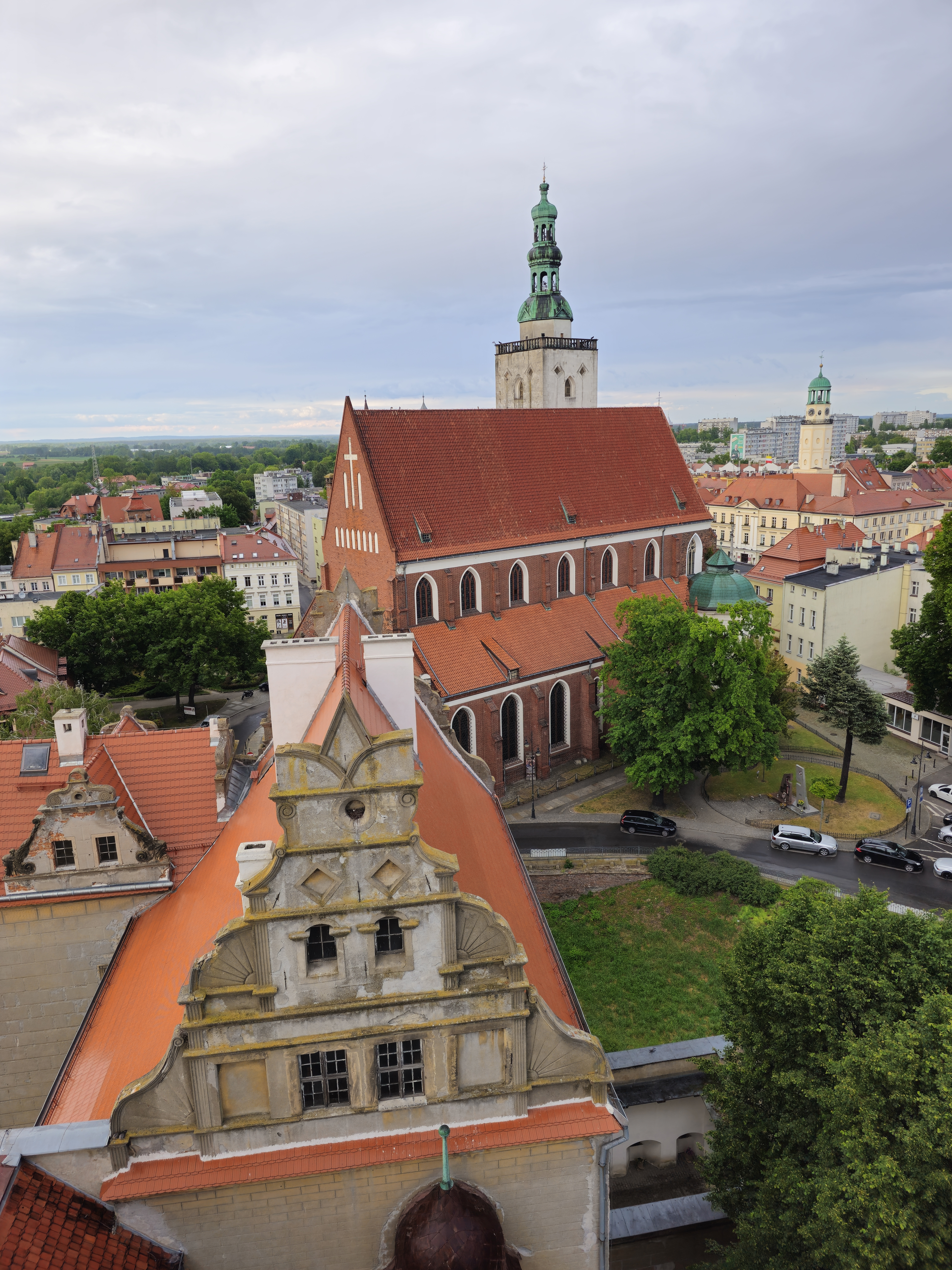
Widok z wieży na Pałac Wdów i bazylikę
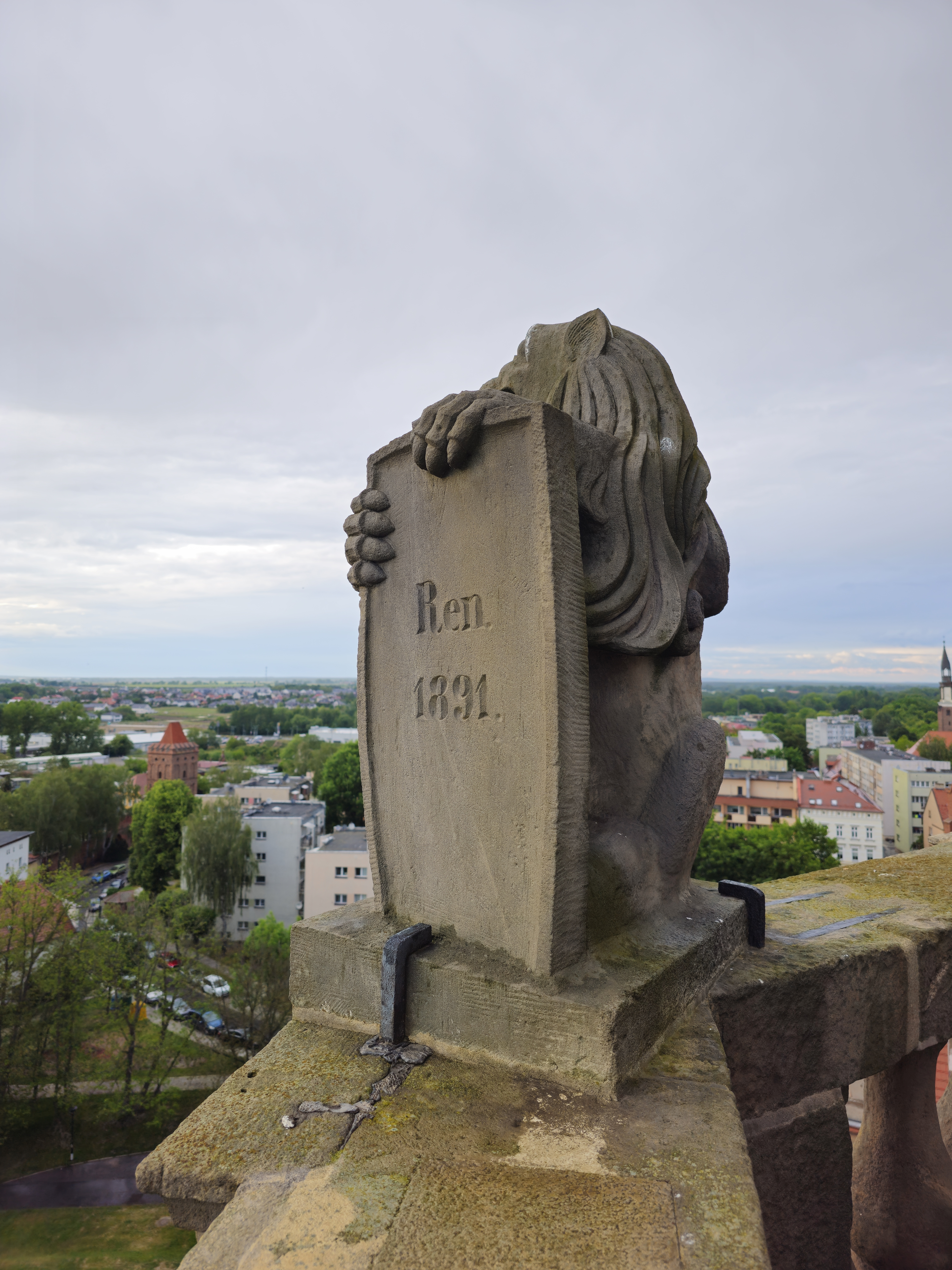
Lew na balustradzie wieży zamkowej
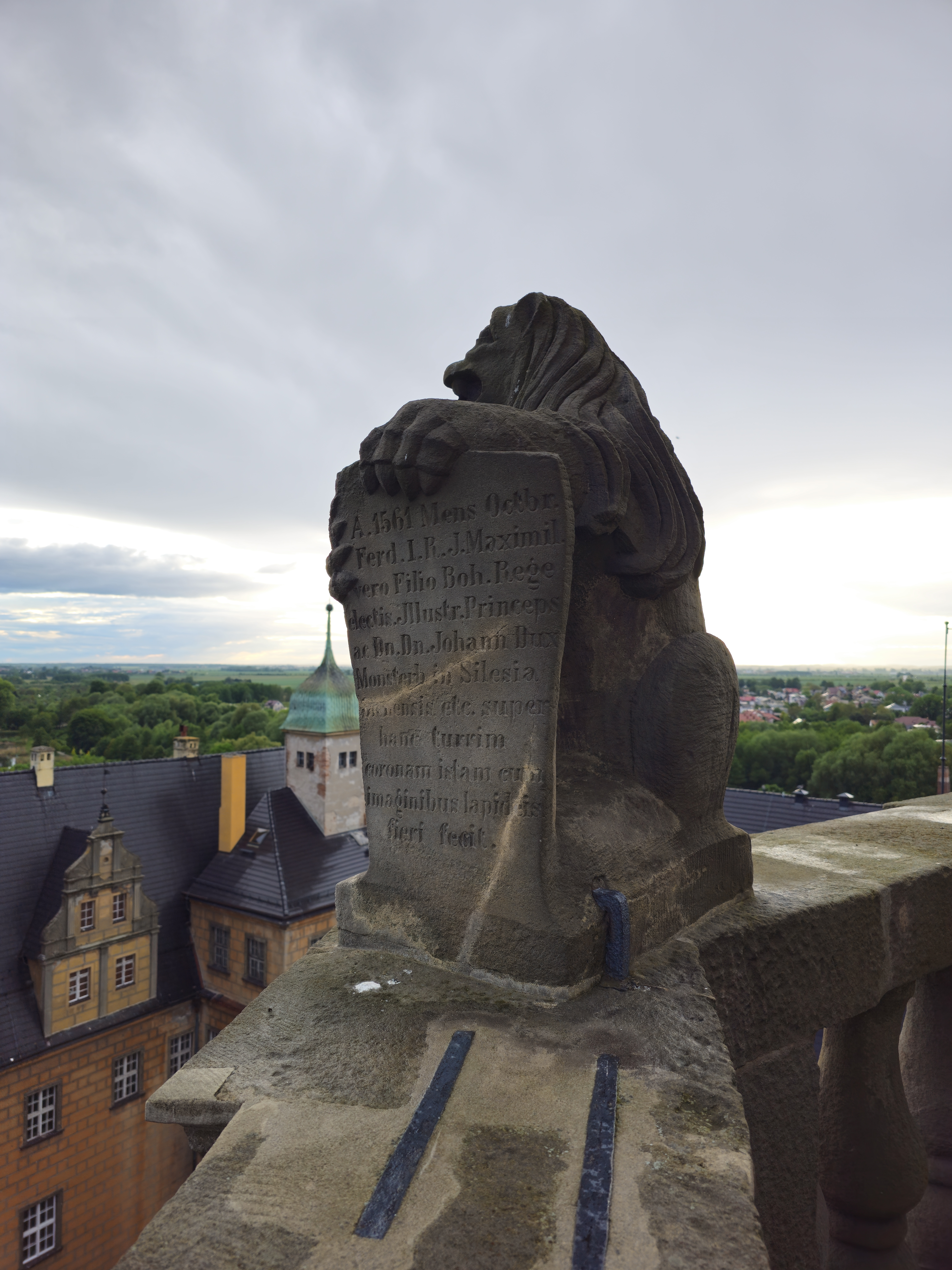
Lew na balustradzie wieży zamkowej
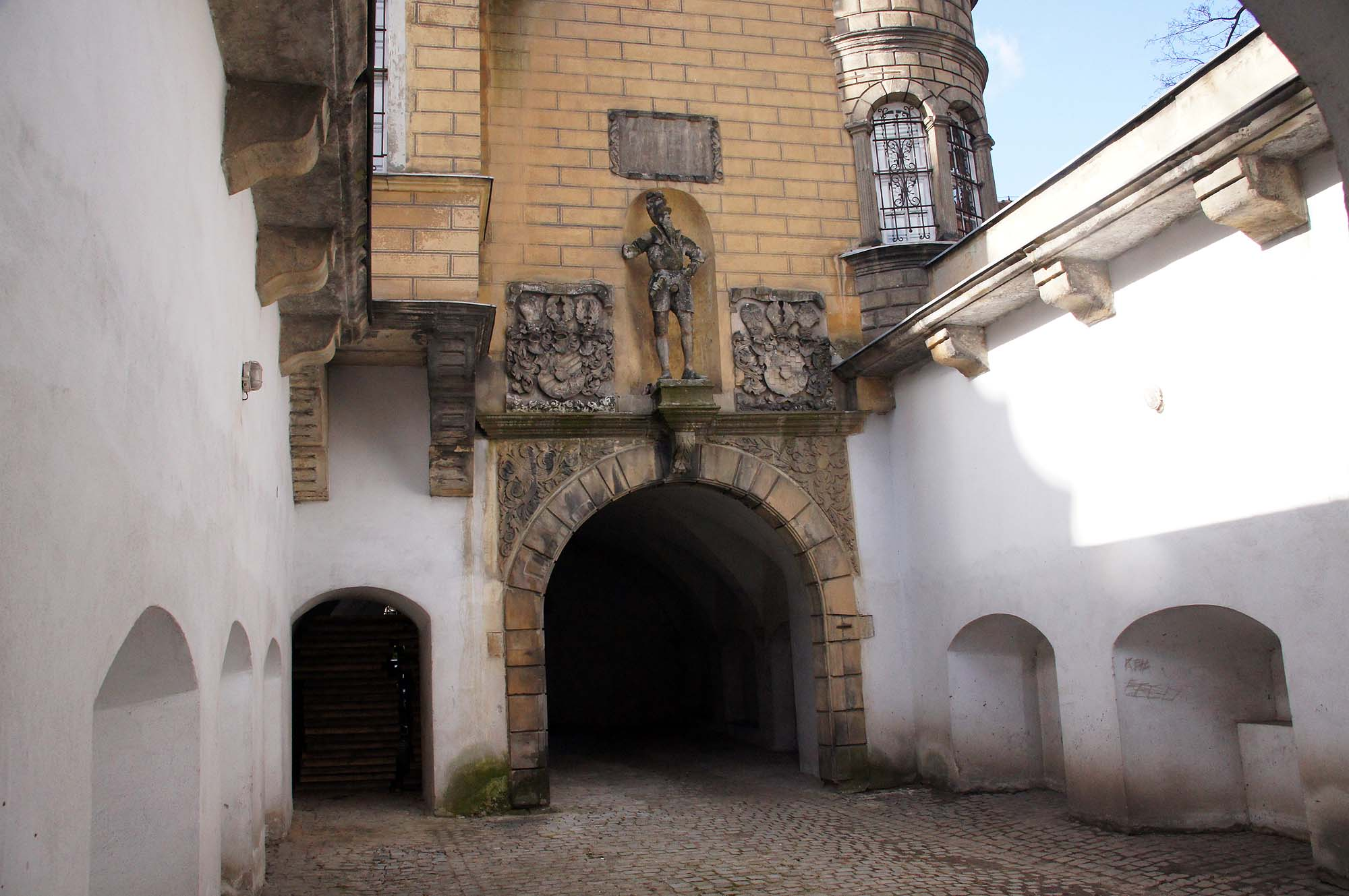
Posąg ks. Jana z herbami
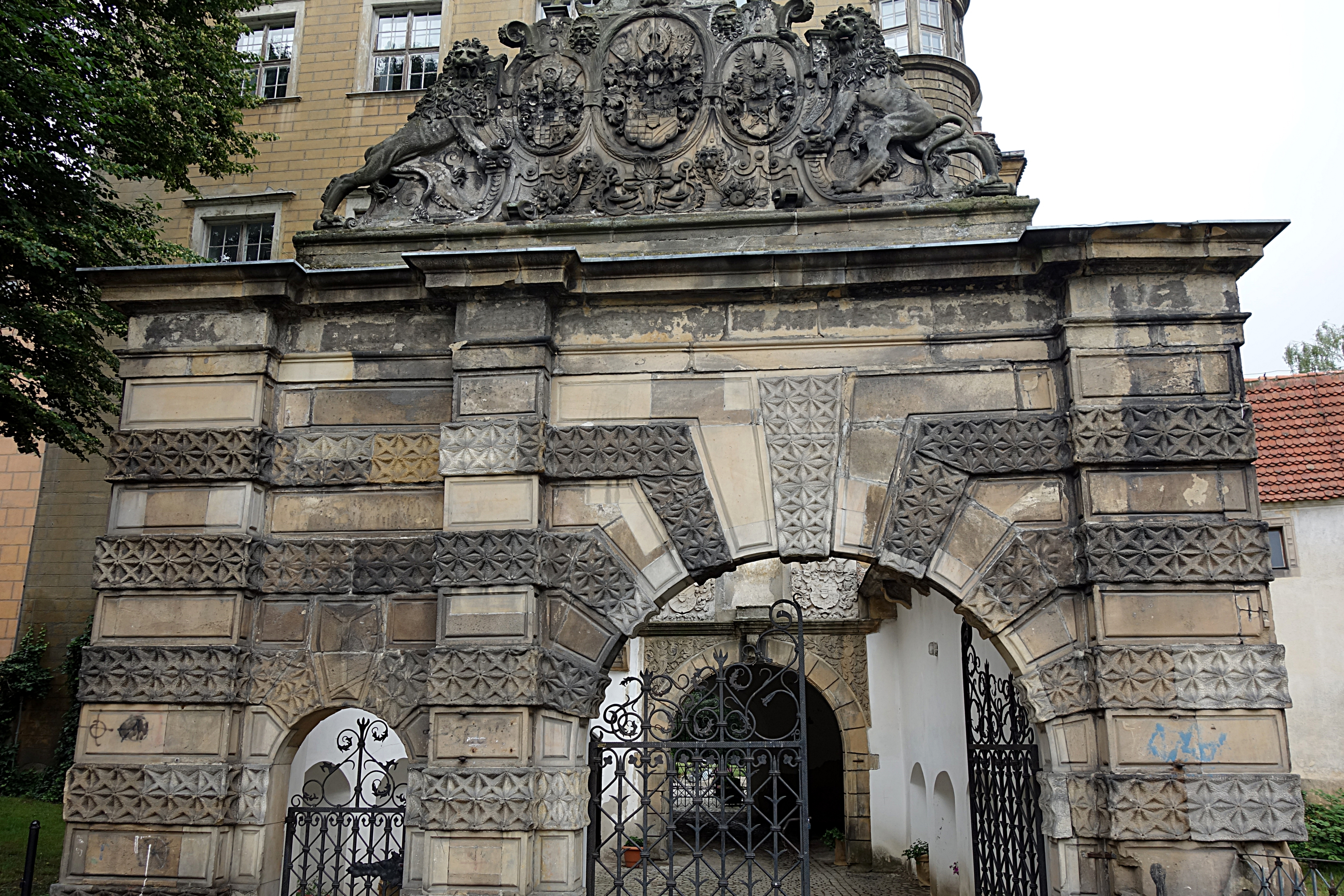
Herby ks. Głogów, Karola II, K. Berkovéj
Herb księstwa głogowskiego
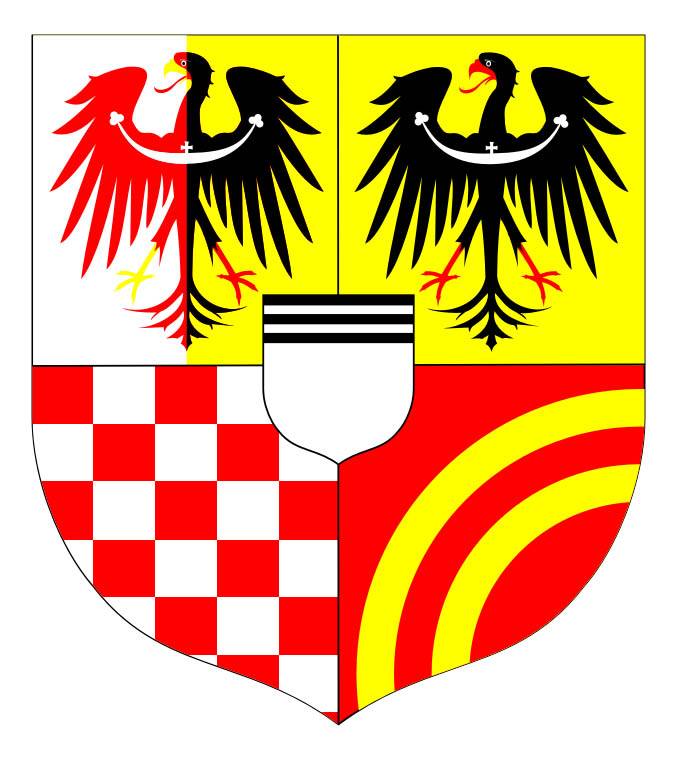
Herb Karola II Podiebradowicza
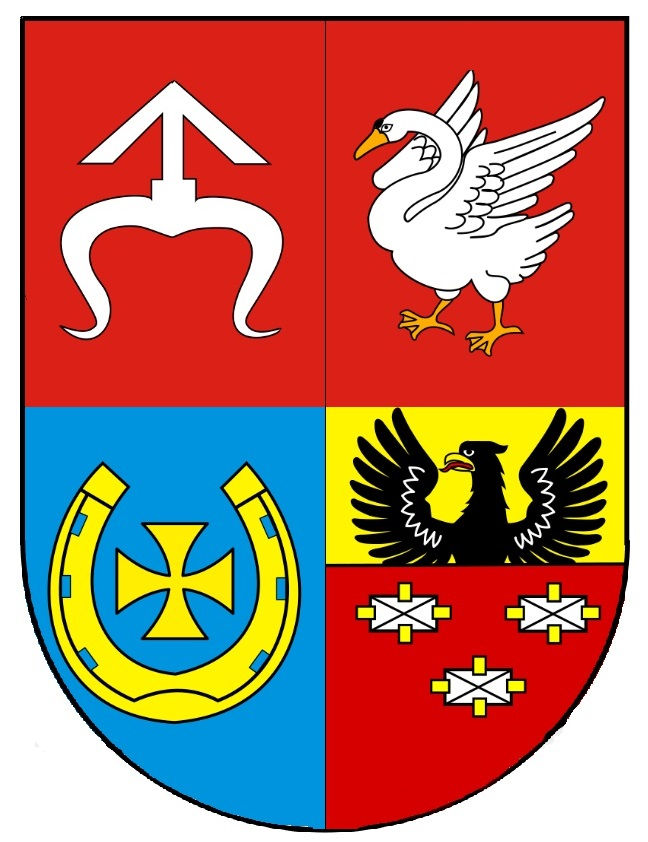
Herb Krystyny Szydłowieckiej
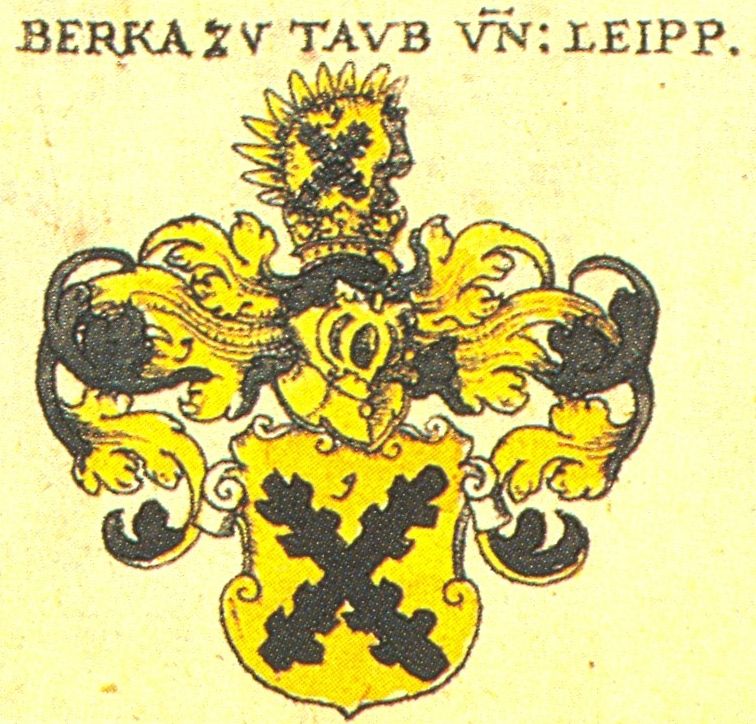
Herb Katarzyny Berkovéj z Dubé